# Ordre national de la Légion d'honneur
Pour les articles homonymes, voir Légion.
« Légion d'honneur » redirige ici. Pour les autres significations, voir Légion d'honneur (homonymie).
L'ordre national de la Légion d'honneur  est l'institution française qui, sous l'égide du grand chancelier et du grand maître, est chargée de décerner la plus haute décoration honorifique française actuelle. Instituée le 19 mai 1802 par le Premier consul de la République, Napoléon Bonaparte, elle récompense depuis ses origines les militaires comme les civils ayant rendu des « services éminents » à la nation.
En 2016, l'ordre comptait 93 000 membres vivants et environ un million de personnes ayant été décorées de l'ordre depuis sa création.

## Histoire

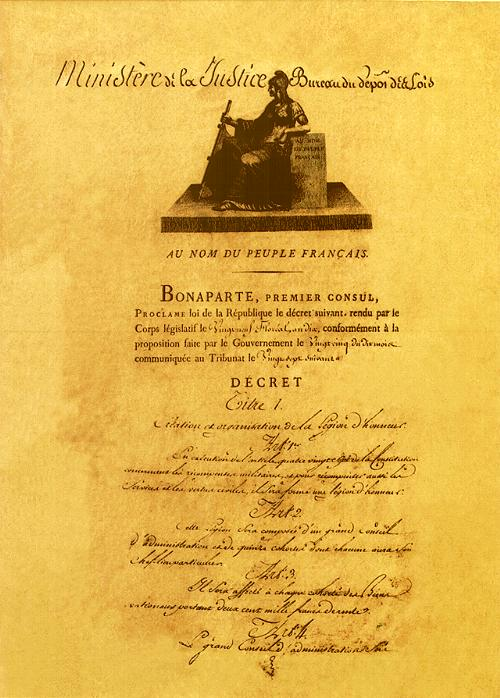
Décret du portant création de la Légion d'honneur.

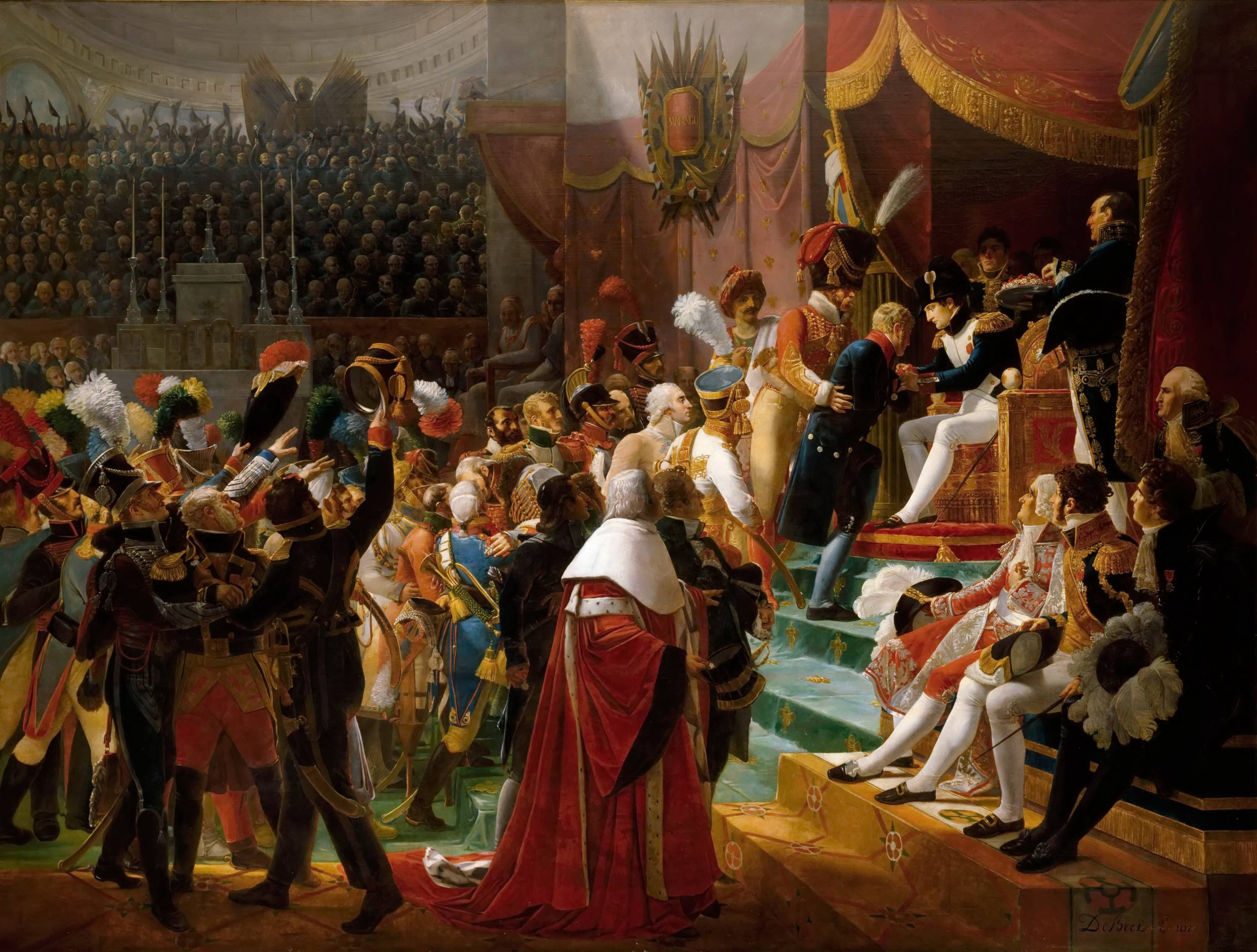
Première remise de décorations de la Légion d'honneur par Napoléon Ier, le 15 juillet 1804, d'après le peintre Jean-Baptiste Debret.

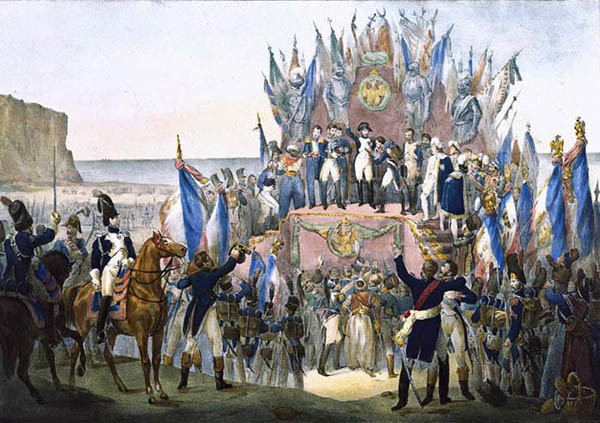
Remise de la décoration de la Légion d'honneur au camp de Boulogne à Charles Étienne Pierre Motte (1785-1836), le 16 août 1804, d'après Victor-Jean Adam (1801-1866).

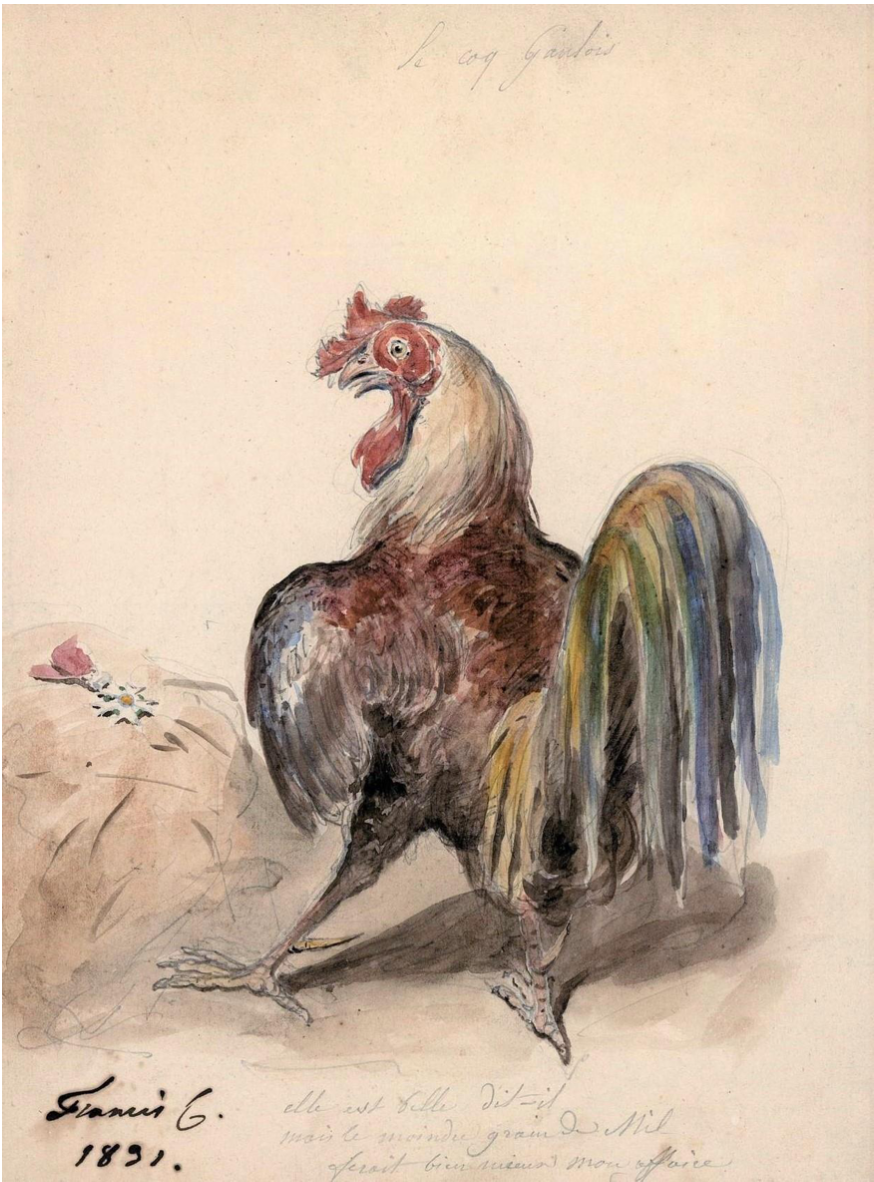
Francis-Antoine Conscience, Légion d’honneur, belle... mais inutile !, 1831. Elle est belle dit-il mais le moindre grain de mil ferait bien mieux mon affaire.

Romaine par son nom (inspirée par la Legio honoratorum conscripta de l'Antiquité), par son symbolisme (les aigles) et son organisation (seize cohortes pour la France), la Légion d'honneur infléchit la tradition des ordres militaires d'Ancien Régime en étant ouverte à tous, y compris aux non militaires et non plus seulement aux officiers.
Dans le royaume de France il y avait deux décorations militaires importantes : l'ordre royal et militaire de Saint-Louis, créé par Louis XIV en avril 1693 et l'institution du Mérite militaire, créée par Louis XV en mars 1759.
Alors que certains, comme le ministre de la Guerre Louis-Alexandre Berthier, y voient une atteinte au principe de l'égalité civique et considèrent les décorations comme des hochets de la monarchie, Bonaparte justifie cette institution en conseil d'État : « Je vous défie de me montrer une république, ancienne ou moderne, qui sût se faire sans distinctions. Vous les appelez les hochets, eh bien c'est avec des hochets que l'on mène les hommes ».
La Révolution française avait en effet aboli toutes les décorations de l'Ancien Régime. L'Assemblée constituante avait créé la décoration militaire, elle aussi supprimée. Sous la Convention nationale, les généraux avaient pris pour habitude d'attribuer des armes d'honneur (fusil d'honneur, sabre d'honneur ou encore tambour d'honneur) pour récompenser les actes de bravoure.
Le projet de loi est discuté devant le Conseil d'État à partir du 14 floréal an X (4 mai 1802) : Bonaparte y intervient personnellement et pèse de tout son poids pour soutenir la nécessité de distinctions, pour repousser la création d'un ordre strictement militaire et pour réfuter les accusations de retour à l'Ancien Régime. Le projet est adopté par 14 voix contre 10. Saisi du projet le 17 mai 1802, le Tribunat, qui avait nommé Lucien Bonaparte rapporteur parlementaire, l'approuve par 56 voix contre 38, malgré l'opposition jacobine qui craint la restauration d'une nouvelle aristocratie et une entorse au principe révolutionnaire d'égalité. Lucien Bonaparte, Pierre-Louis Roederer, Auguste Frédéric Viesse de Marmont et Mathieu Dumas défendent tant et si bien le texte de loi qu'il est adopté le 29 floréal an X (19 mai 1802), par le Corps législatif par 166 voix contre 110. La loi est signée et scellée par le Premier consul le 9 prairial an X (29 mai 1802). Le premier grand chancelier nommé le 14 août 1803 est un civil, Bernard-Germain de Lacépède.
Les insignes sont fixés par décret le 22 messidor an XII (11 juillet 1804) : une étoile d'argent pour les légionnaires, une étoile d'or pour les autres grades. Par bien des aspects, ces insignes rappellent visuellement ceux de l'ordre de Saint-Louis, créé par Louis XIV pour honorer les officiers et supprimé en 1792 : le ruban rouge, les branches en croix de Malte pommetées et émaillées de blanc de l'étoile, qui supporte un médaillon central doré à la bordure émaillée de bleu.
Les premières nominations sont publiées en fructidor an XI (septembre 1803). Quatre grades sont créés : « légionnaire », « officier », « commandant » et « grand officier ».
Le 26 messidor an XII (15 juillet 1804) a lieu en la chapelle des Invalides la toute première remise de Légion d'honneur par Napoléon Ier aux officiers méritants au cours d'une fastueuse cérémonie officielle, la première de l'Empire. La remise des insignes se fait dans l'ordre alphabétique des patronymes (tous des civils)[réf. nécessaire], signe du respect que le nouveau régime veut manifester envers le principe révolutionnaire d'égalité. Napoléon décore pour la première fois des militaires lors de la deuxième cérémonie au camp de Boulogne le 16 août 1804.
La Légion d'honneur s'adresse dès les origines aussi bien aux civils qu'aux militaires, on prête d'ailleurs à Napoléon Bonaparte la célèbre phrase : « Je veux décorer mes soldats et mes savants ».
Un décret du 10 pluviôse an XIII (30 janvier 1805) ajoute la Grande décoration dont les titulaires seront par la suite nommés « grand aigle », puis « grand cordon » (ordonnance du 19 juillet 1814). L'ordonnance du 26 mars 1816 institue l'ordre royal de la légion d'honneur composé de chevaliers (ex légionnaires), d'officiers, de commandeurs (ex commandants), de grands officiers et de grand'croix (ex grands cordons).
L'association des mérites militaires et civils (la répartition en 2012 est environ : deux tiers/un tiers), permet à l'ordre de survivre à tous les régimes. En 2012, on dénombre 93 000 légionnairessoit environ 3 500 citoyens décorés par an (650 militaires d'active, 650 militaires à titre d'anciens combattants et 2 200 civils).

### Dispositions sur la Légion d'honneur sous la Restauration
Par la charte du 4 juin 1814 et l'ordonnance du 9 juillet 1814 Louis XVIII maintient et réorganise la Légion d'honneur.
Par une ordonnance du 8 octobre 1814, Louis XVIII maintient les décrets impériaux du 1er mars 1808 et du 3 mars 1810 statuant que les membres de la Légion d'honneur porteraient le titre de chevalier transmissible à l'aîné de celui qui en aurait été revêtu, sous condition d'obtenir à cet effet des lettres patentes et en justifiant d'un revenu net de trois mille francs au moins ; transmissibilité restreinte ensuite à l'aîné de ceux qui auraient réuni une dotation au titre de chevalier et à la charge d'obtenir confirmation jusqu'à la troisième génération. Par la même ordonnance, Louis XVIII reprenant une disposition prise en 1750 pour l'ordre de Saint-Louis ordonne :
- il continuera d'être expédié des lettres patentes conférant le titre personnel de Chevalier et des armoiries aux membres de la Légion d'honneur, qui se retireront à cet effet devant le Chancelier de France et qui justifieront qu'ils possèdent un revenu net de trois mille francs au moins, en biens immeubles situés en France (Article 1er)[15] ;
- lorsque l'aïeul, le fils et le petit-fils auront été successivement membres de la Légion d'honneur et auront obtenu des lettres patentes, conformément à l'article précédent, le petit-fils sera noble de droit et transmettra la noblesse à toute sa descendance (Article 2)[15].

Il n'existe qu'un cas connu de chevalier héréditaire en application de l'ordonnance de 1814 (3 générations de membres de la Légion d'honneur ayant obtenu des lettres patentes de chevalier) : Flüry, décret du 25 septembre 1874, avant que ne soit adopté l'amendement Wallon et que le président de la République ne décide par conséquent en conseil des ministres du 10 mai 1875 « qu'il y a lieu, en l'état de nos lois constitutionnelles, de laisser de côté les demandes ayant pour objet le relèvement ou la collation de titres français ».
Plus récemment, la grande chancellerie de la Légion d'honneur a déclaré que « ne pourrait être qu'incompatible avec la Constitution de 1958 toute interprétation autre, étant en particulier observé que le préambule et l'article 2 de l'actuelle loi suprême de la République font obstacle à ce que, même dans certains cas et sous certaines conditions, la seule naissance puisse conférer titres ou privilèges honorifiques particuliers en France ».
Il y a eu cependant des cas de chevaliers héréditaires confirmés selon les décrets impériaux du 1er mars 1808 et du 3 mars 1810 :
- Domitien Joseph Asselin de Williencourt (chevalier de l'Empire le 22 octobre 1810, confirmé par décret impérial du 11 mars 1863 en faveur d'un petit-fils, éteint) ;
- Jacquot (chevalier de l'Empire par lettres patentes du 23 juillet 1810, confirmé par décret impérial du 13 février 1864 en faveur du fils, éteint) ;
- Vésin (chevalier de l'Empire par lettres patentes du 11 juillet 1810, confirmé en faveur de l'aîné de ses petits-fils par décret du 25 septembre 1874, éteint).

Le général de corps d'armée Jean Vallette d'Osia (décoré en 1917 à l'âge de 19 ans) est celui qui a appartenu à l'ordre le plus longtemps, pendant 82 ans : il a été décoré du grand cordon, en 1978 par le président de la République, Valéry Giscard d'Estaing.
Le plus jeune décoré à titre militaire de toute l'histoire de la Légion d'honneur a été Fernand Fille, aspirant d'infanterie, en 1915 à 18 ans. En 1933, Suzanne Grinberg est la première femme à recevoir la Légion d’honneur à titre professionnel.
En 1981, le général d'armée Alain de Boissieu, grand chancelier de la Légion d'honneur depuis 1975, démissionne pour ne pas devoir remettre le collier de grand maître de l'ordre au président élu François Mitterrand parce que ce dernier avait par le passé traité Charles de Gaulle de « dictateur »,.
Depuis les années 2010, l'institution incite les titulaires à poursuivre leur action d'entraide envers les membres les plus démunis tout en développant une dynamique significative de solidarité nationale intergénérationnelle envers tous leurs concitoyens et notamment les plus jeunes d'entre eux. C'est au sein de la Société des membres de la Légion d'honneur (SMLH), association reconnue d'utilité publique créée en 1921 — qui rassemble 40 000 membres en 2023 sur les 79 000 décorés vivants — que l'action des décorés s'organise en France et dans le monde.
En 1996, sous Jacques Chirac, la présidence de la République instaure une politique de rajeunissement des nominations et des promotions dans l'ordre dans le but d'anticiper la construction d'un parcours de décoration rationnel permettant, pour les plus méritants, l'accès à une dignité. Ainsi, un quart du contingent pour le grade de chevalier et un cinquième du contingent pour le grade d'officier peuvent être proposés sans passer par le grade équivalent dans l'ordre national du Mérite.
En novembre 2017, le président de la République Emmanuel Macron se prononce pour la revalorisation de la Légion d'honneur, estimant que « le mérite doit être désormais le seul et unique critère retenu ». Pour cela, il compte limiter le nombre de décorations remises. À cette fin, aucune promotion n'est effectuée à Pâques en 2018. Hors promotion spéciale, ne demeurent que la promotion du 14 juillet et celle du 1er janvier. Ce nouveau calendrier des promotions civiles est entériné par le décret no 2018-1007 du 21 novembre 2018.

## Organisation

### Code de la Légion d'honneur
L'ordre de la Légion d'honneur, institué par la loi du 29 floréal an X (19 mai 1802) prise en application de l'article 87 de la Constitution du 22 frimaire an VIII (13 décembre 1799), est une communauté constituée de tous ses membres, dotée d'un nom, d'un sceau, d'un statut, d'un patrimoine, et d'une personnalité juridique de droit public.
Depuis fin 1962, il est régi par le Code de la Légion d'honneur, de la médaille militaire et de l'ordre national du Mérite, issu de la refonte et des réformes profondes voulues par le général de Gaulle en 1962.
Sa devise est « Honneur et Patrie ».

### Grades et dignités
L'ordre comprend trois grades (chevalier, officier et commandeur) ainsi que deux dignités (grand officier et grand-croix). En général, selon la terminologie officielle, on est successivement : « nommé au grade de chevalier, promu au grade d'officier, promu au grade de commandeur, élevé à la dignité de grand officier, élevé à la dignité de grand-croix ».

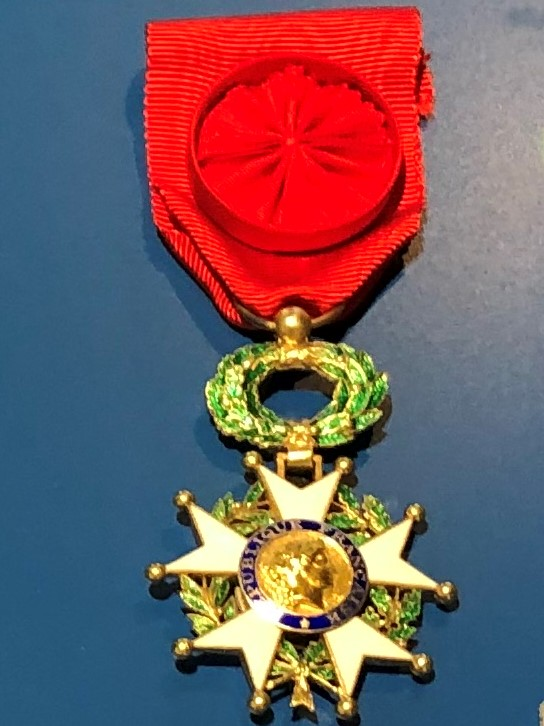
Un exemplaire de l’insigne d'officier de la Légion d'honneur, exposé au Musée de la Monnaie de Paris.

La grande chancellerie est située à Paris dans le 7e arrondissement, dans l'hôtel de Salm, appelé palais de la Légion d'honneur. Ce palais abrite aussi le musée de la Légion d'honneur.

### Grand maître

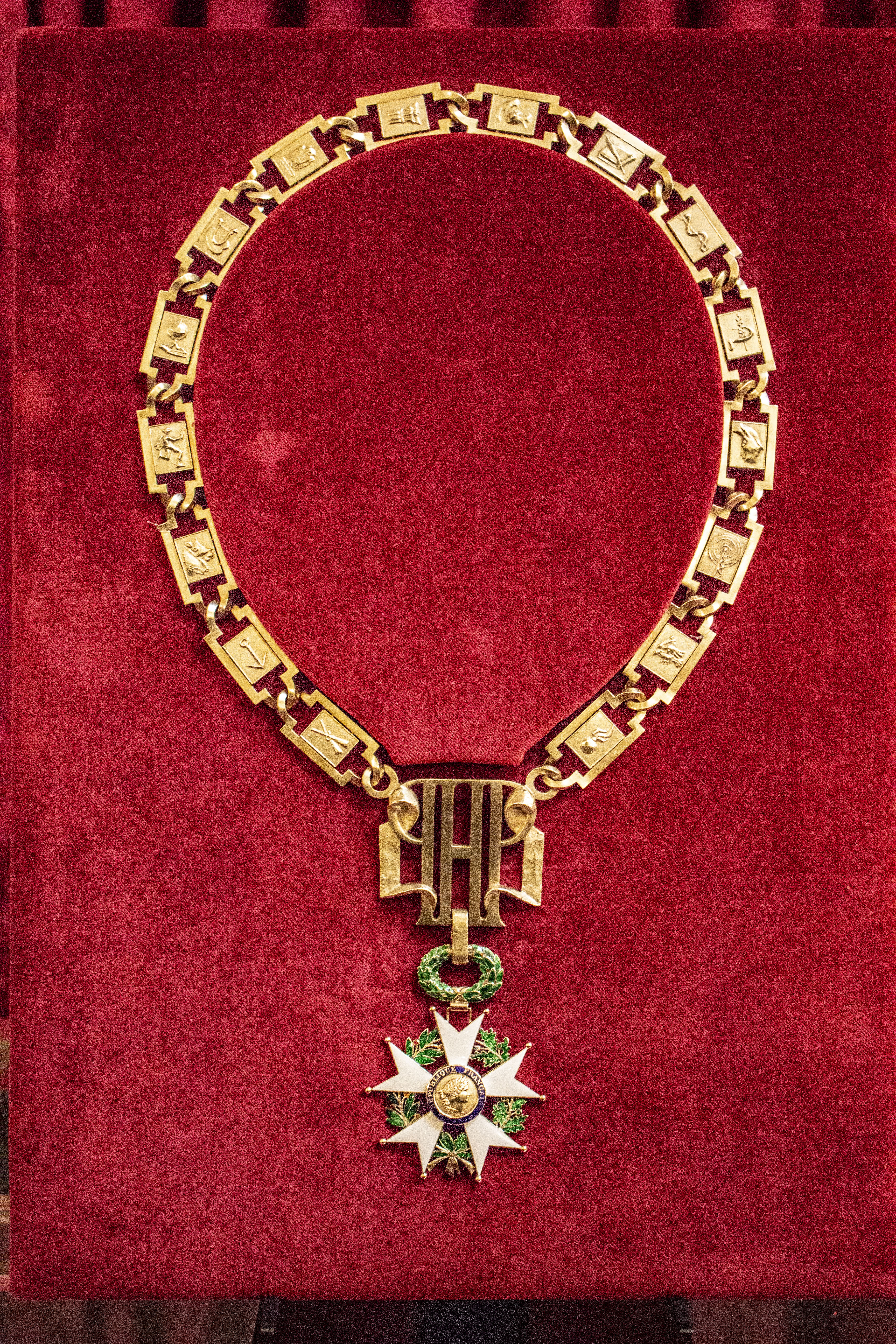
Grand collier de la Légion d'honneur.

Le président de la République (ou jadis, selon les régimes, le Premier consul, l'empereur ou le roi) est actuellement le 
grand maître de l'ordre. La dignité de grand-croix lui est conférée de plein droit.
Le président de la République, lors de la cérémonie de son investiture, est reconnu comme grand maître de l'ordre par le grand chancelier qui lui remet le grand collier en prononçant les paroles suivantes : « Monsieur le président de la République, nous vous reconnaissons comme grand maître de l'ordre national de la Légion d'honneur ». En dehors de cette cérémonie, le grand collier est conservé au musée de la Légion d'honneur.
Le nom de chaque président est gravé sur l'un des maillons de ce collier : ainsi en 2022, il ne reste que deux maillons vierges sur les seize en tout du grand collier. Il est renouvelé lorsque tous les maillons sont gravés.
| Rang | Grand maître                                                         | Période                                              |
| ---- | -------------------------------------------------------------------- | ---------------------------------------------------- |
| 1er  | Napoléon Bonaparte (puis sous son nom d'empereur) Napoléon Ier       | 19 mai 1802 - 3 avril 1814 et 20 mars - 22 juin 1815 |
| 2e   | Louis XVIII                                                          | 19 juillet 1814 - 16 septembre 1824                  |
| 3e   | Charles X                                                            | 16 septembre 1824 - 2 août 1830                      |
| 4e   | Louis-Philippe Ier                                                   | 9 août 1830 - 24 février 1848                        |
| 5e   | Louis-Napoléon Bonaparte (puis sous son nom d'empereur) Napoléon III | 20 décembre 1848 - 4 septembre 1870                  |
| 6e   | Adolphe Thiers                                                       | 21 février 1871 - 24 mai 1873                        |
| 7e   | Patrice de Mac Mahon                                                 | 24 mai 1873 - 30 janvier 1879                        |
| 8e   | Jules Grévy                                                          | 30 janvier 1879 - 2 décembre 1887                    |
| 9e   | Sadi Carnot                                                          | 3 décembre 1887 - 25 juin 1894                       |
| 10e  | Jean Casimir-Perier                                                  | 27 juin 1894 - 16 janvier 1895                       |
| 11e  | Félix Faure                                                          | 17 janvier 1895 - 16 février 1899                    |
| 12e  | Émile Loubet                                                         | 18 février 1899 - 18 février 1906                    |
| 13e  | Armand Fallières                                                     | 18 février 1906 - 18 février 1913                    |
| 14e  | Raymond Poincaré                                                     | 18 février 1913 - 18 février 1920                    |
| 15e  | Paul Deschanel                                                       | 18 février - 21 septembre 1920                       |
| 16e  | Alexandre Millerand                                                  | 23 septembre 1920 - 11 juin 1924                     |
| 17e  | Gaston Doumergue                                                     | 13 juin 1924 - 13 juin 1931                          |
| 18e  | Paul Doumer                                                          | 13 juin 1931 - 7 mai 1932                            |
| 19e  | Albert Lebrun                                                        | 10 mai 1932 - 11 juillet 1940                        |
| 20e  | Philippe Pétain                                                      | 11 juillet 1940 - 20 août 1944                       |
| 21e  | Charles de Gaulle                                                    | 13 novembre 1945 - 23 janvier 1946                   |
| 22e  | Félix Gouin                                                          | 23 janvier 1946 - 19 juin 1946                       |
| 23e  | Georges Bidault                                                      | 19 juin 1946 - 16 décembre 1946                      |
| 24e  | Vincent Auriol                                                       | 16 janvier 1947 - 16 janvier 1954                    |
| 25e  | René Coty                                                            | 16 janvier 1954 - 8 janvier 1959                     |
| 26e  | Charles de Gaulle                                                    | 8 janvier 1959 - 28 avril 1969                       |
| 27e  | Georges Pompidou                                                     | 20 juin 1969 - 2 avril 1974                          |
| 28e  | Valéry Giscard d'Estaing                                             | 27 mai 1974 - 21 mai 1981                            |
| 29e  | François Mitterrand                                                  | 21 mai 1981 - 17 mai 1995                            |
| 30e  | Jacques Chirac                                                       | 17 mai 1995 - 16 mai 2007                            |
| 31e  | Nicolas Sarkozy                                                      | 16 mai 2007 - 15 mai 2012                            |
| 32e  | François Hollande                                                    | 15 mai 2012 - 14 mai 2017                            |
| 33e  | Emmanuel Macron                                                      | Depuis le 14 mai 2017                                |

### Grand chancelier

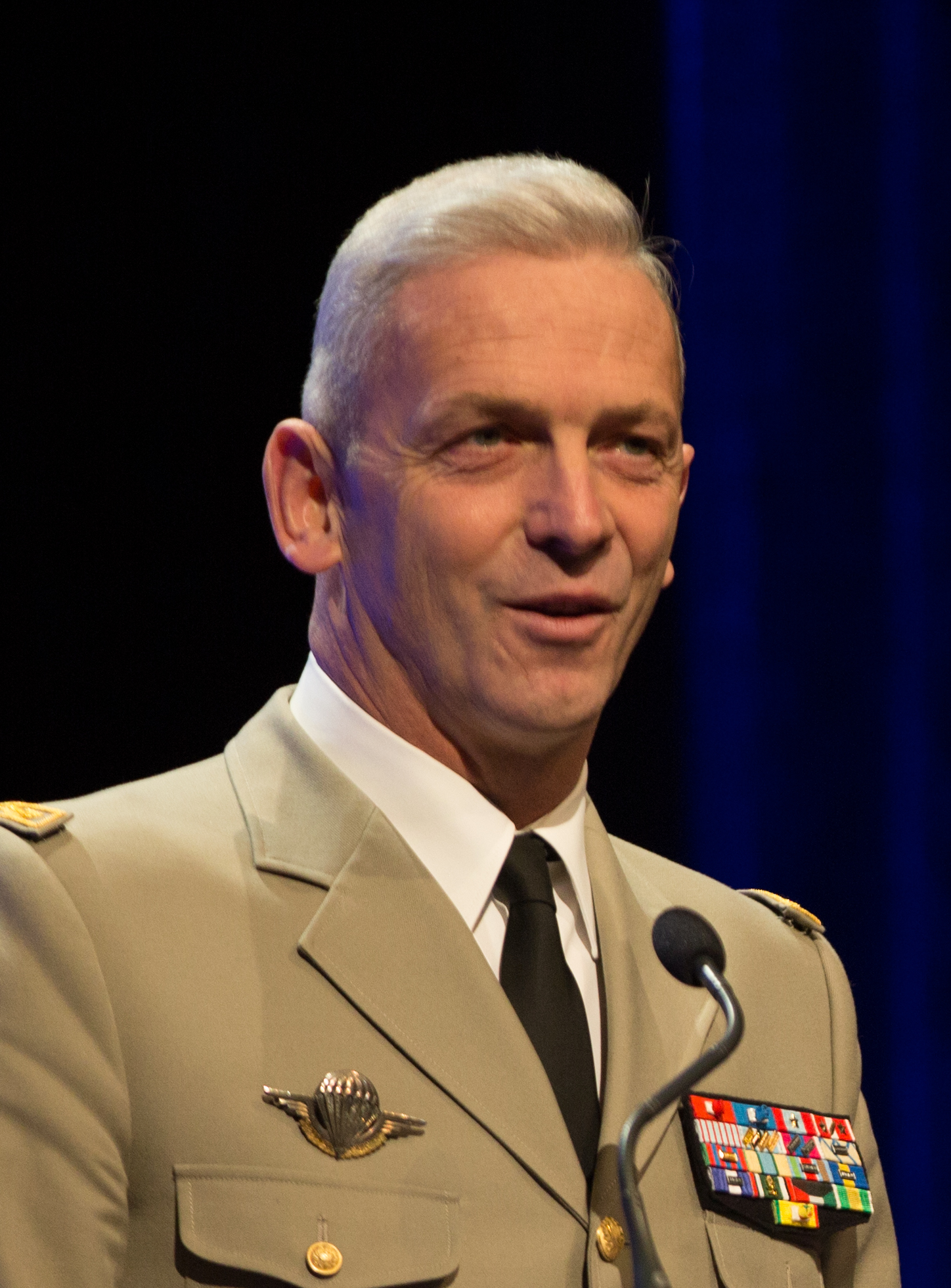
Le général François Lecointre, chef d’état-major des armées de 2017 à 2021, grand chancelier de la Légion d'honneur, depuis février 2023.

Sous l'autorité du grand maître et suivant ses instructions, le grand chancelier dirige les travaux du conseil de l'ordre et ceux des services administratifs. Il relève directement du président de la République, grand maître de l'ordre, qui peut l'appeler pour être entendu par le Conseil des ministres quand les intérêts de l'ordre y sont évoqués.
Le grand chancelier est nommé par le président de la République, en Conseil des ministres ; il est choisi parmi les grands-croix de l'ordre. Il demeure en charge pour une période de six ans, sauf s'il est mis fin plus tôt à ses fonctions. Cette période est renouvelable. À l'exception des deux premiers, Bernard-Germain de Lacépède et Dominique Dufour de Pradt, tous les grands chanceliers furent des militaires de haut grade (officiers généraux et maréchaux). Les responsabilités du grand chancelier sont assez étendues : il a la charge de tous les problèmes liés aux décorations en France. C'est notamment le grand chancelier qui accorde les autorisations de port des décorations étrangères. Il est également chancelier de l'ordre national du Mérite et est l'autorité d'attribution et de sanction de la médaille militaire[réf. nécessaire].

### Grande chancellerie de la Légion d'honneur
« Monsieur le président de la République, nous vous reconnaissons comme grand maître de l'ordre national de la Légion d'honneur ». Le président de la République possède ainsi les pleins pouvoirs sur les attributions et retraits de la Légion d'honneur. C'est à lui que revient la sélection d'un secrétaire général, directement placé sous l'autorité du grand chancelier. Les effectifs des garants institutionnels ne comptent pas moins de 400 membres, parmi lesquels on retrouve du personnel enseignant, notamment dans les maisons d'éducation de la Légion d'honneur (MELH), des contractuels et des fonctionnaires du ministère de la Justice et du ministère de l'Éducation nationale. La variété des missions nécessite une grande diversité d’expertises dans les domaines juridiques, pédagogiques, éducatifs, culturels, patrimoniaux, administratifs et techniques.
La grande chancellerie :
- administre les ordres et décorations ;
- est un service public à la disposition de décorés et de leurs descendants ;
- est le garant des distinctions ;
- gère l'administration générale.

### Conseil de l'ordre de la Légion d'honneur

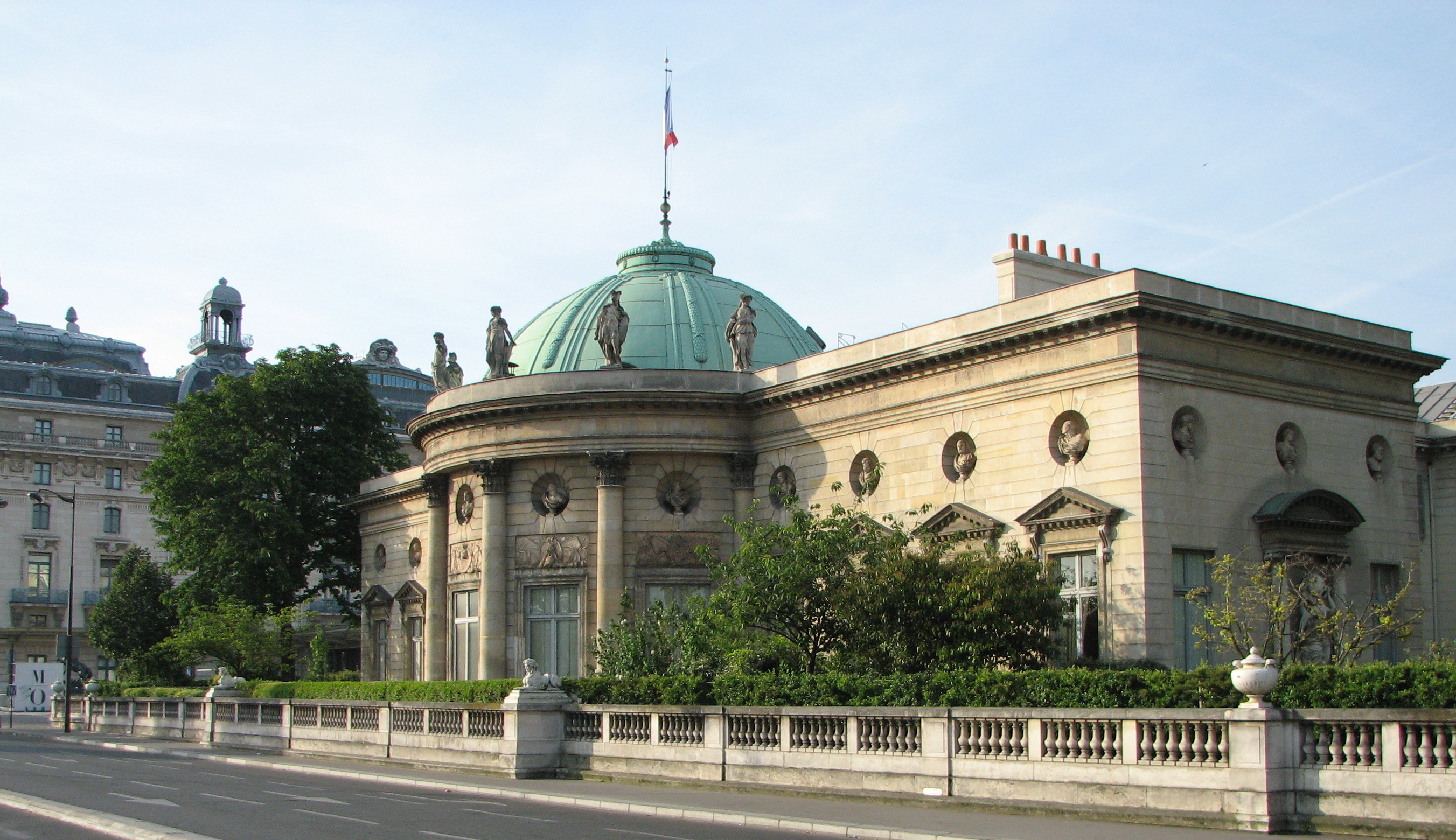
Le palais de la Légion d'honneur, vu depuis le quai Anatole-France.

Le conseil de l'ordre, réuni sous la présidence du grand chancelier, délibère sur les questions relatives au statut et au budget de l'ordre, aux nominations ou promotions dans la hiérarchie et à la discipline des membres de l'ordre et des bénéficiaires de distinctions de l'ordre. Le conseil, présidé par le grand chancelier, comprend :
- quatorze membres choisis parmi les dignitaires et commandeurs de l'ordre ;
- un membre choisi parmi les officiers ;
- un membre choisi parmi les chevaliers[43].

Ces membres sont choisis par le grand maître, sur proposition du grand chancelier. Ils sont nommés par décret. Le conseil est renouvelé par moitié tous les deux ans ; les membres sortants peuvent être nommés à nouveau.

## Nomination et promotion

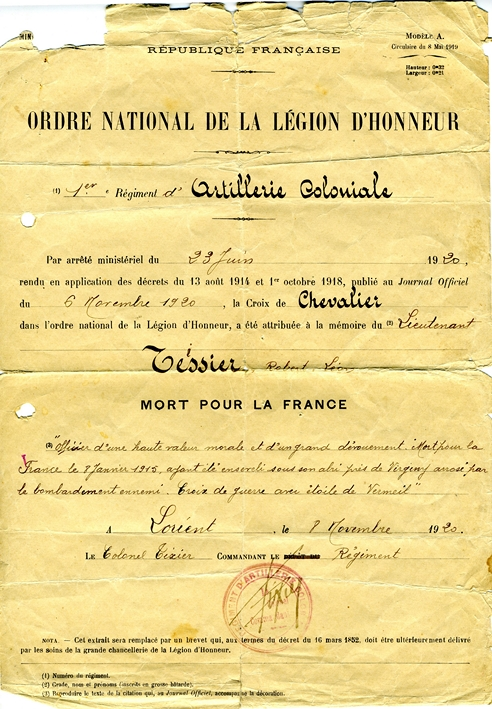
Arrêté ministériel décernant la croix de chevalier de l'ordre national de la Légion d'honneur à un lieutenant « mort pour la France », en 1915.

L'admission et l'avancement dans l'ordre sont prononcés dans la limite de contingents fixés par décret du président de la République pour une période de trois ans.

### Conditions
Les conditions générales pour accéder à l'ordre « à titre normal » sont les suivantes :
1. Nul ne peut être reçu dans la Légion d'honneur s'il n'est Français[47] ;
2. L'accès à la Légion d'honneur se fait par le grade de chevalier[48] ;
3. Pour être admis au grade de chevalier, il faut justifier de services publics ou d'activités professionnelles d'une durée minimum de vingt années, assortis dans l'un et l'autre cas de mérites éminents[49] ;
4. Ne peuvent être promus aux grades d'officier ou de commandeur que les chevaliers et les officiers comptant au minimum respectivement huit et cinq ans dans leur grade et justifiant de titres de la qualité requise acquis postérieurement à l'accession au dit grade[50] ;
5. Sous réserve de l'application des deuxième et troisième alinéas de l'article R. 17, ne peuvent être élevés à la dignité de grand officier ou de grand-croix que les commandeurs et les grands officiers comptant au minimum trois ans dans leur grade ou dignité, et justifiant de titres de la qualité requise, acquis postérieurement à l'accession au dit grade ou à la première dignité.

À titre exceptionnel, comme en temps de guerre, les actions d'éclat et les blessures graves peuvent dispenser des deux dernières conditions pour l'admission ou l'avancement dans la Légion d'honneur.
Le Premier ministre est autorisé par délégation du grand maître à nommer ou à promouvoir dans l'ordre, dans un délai d'un an, les personnes tuées ou blessées dans l'accomplissement de leur devoir et qui sont reconnues dignes de recevoir cette distinction.
Depuis un décret de novembre 2008, des nominations, promotions ou élévations directes aux grades d'officier et de commandeur ainsi qu'à la dignité de grand officier peuvent intervenir, afin de récompenser des carrières hors du commun, tant par leur durée que par l'éminence des services rendus. En janvier 2009, Simone Veil est la première à bénéficier de cette disposition en étant directement élevée à la dignité de grand officier. La nomination directe à un grade supérieur à celui de chevalier est également possible lorsqu'il s'agit d'honorer une personnalité étrangère : c'est alors en fonction du rang protocolaire des décorés (ainsi le prince Albert de Monaco a-t-il été directement élevé à la dignité de grand officier de l'ordre en 1984)[réf. nécessaire].
Depuis ce même décret, « la dignité de grand officier appartient de plein droit aux anciens Premiers ministres qui ont exercé leurs fonctions durant deux années au moins ». L'attribution est presque automatique pour les anciens ministres, les préfets honoraires, les anciens députés ou sénateurs (les ministres et parlementaires en activité sont exclus du champ sauf pour faits de guerre), les anciens hauts magistrats et ambassadeurs.
L'obtention d'une médaille d'or aux Jeux olympiques fait l'objet d'une promotion spéciale. Les forces armées obtiennent environ un tiers des places et les autres professions bien représentées sont les policiers, les pompiers, les élus, les hauts fonctionnaires, les avocats, et les représentants des cultes.

### Modalités
Les ministres adressent leurs propositions au grand chancelier en préparation des différentes promotions : les deux promotions civiles du 1er janvier et du 14 juillet à l'occasion de la fête nationale et les deux promotions à titre militaire du 1er janvier et du 1er novembre. Le Premier ministre, auquel il est rendu compte de ces propositions par chaque ministre, adresse directement au grand chancelier les avis et observations qu'elles appellent éventuellement de sa part. Depuis 2008, une procédure d'« initiative citoyenne » permet à tout citoyen de proposer une personne qu'il estime méritante pour une première nomination dans l’ordre national de la Légion d'honneur ou dans celui du Mérite. Si cette proposition est soutenue par 52 personnes, dont l'initiateur dans le même département, elle est examinée par le préfet et, s'il estime la proposition justifiée, il la transmet au ministre de tutelle ainsi qu'au grand chancelier.
La parité femmes-hommes est strictement appliquée pour les promotions civiles depuis 2008.
Les propositions sont communiquées par le grand chancelier au conseil de l'ordre qui vérifie si les nominations ou promotions sont faites en conformité des lois, décrets et règlements en vigueur et le conseil se prononce sur la recevabilité des propositions en les appréciant d'après les critères fixés ci-dessus et en conformité des principes fondamentaux de l'ordre. Le conseil rejette environ 15 % des propositions, ce pour diverses raisons : mérites insuffisants, délais non respectés, intervalles entre deux décorations insuffisants, antécédents judiciaires, problèmes fiscaux.
Les nominations ou promotions sont officialisées par un décret du président de la République, visé pour son exécution par le grand chancelier et contresigné par le Premier ministre et, le cas échéant, par le ministre compétent. Lorsqu'ils concernent les nominations directes, les nominations et promotions à titre exceptionnel, les promotions au grade de commandeur et aux dignités de grand officier et de grand-croix, ces décrets sont pris en conseil des ministres.
L'admission et l'avancement dans l'ordre sont prononcés dans la limite de contingents fixés par décret du président de la République pour une période de trois ans. Ces contingents sont répartis entre le président et les différents ministres qui adressent leurs propositions au grand chancelier.
L'admission dans l'ordre (chevalier) comportait, à sa création, une rente annuelle (importante pour l'époque, notamment pour la plupart des soldats décorés d'origine modeste, quand n'existaient pas alors les actuels régimes sociaux de retraite et que les rentes militaires versées aux anciens soldats d'une armée beaucoup plus nombreuse étaient minimes) insaisissable de 250 francs or. En 2017, cette rente annuelle, réservée aux décorations attribuées à titre militaire, est beaucoup plus symbolique et ne s'élève plus qu'à, :
- chevalier : 6,10 € ;
- officier : 9,15 € ;
- commandeur : 12,20 € ;
- grand officier : 24,39 € ;
- grand-croix : 36,59 €.

En juillet 2016, un rapport du Sénat propose de supprimer ces rentes symboliques, mettant en avant que les coûts de traitement (entre 650 000 et 800 000 €) sont aussi élevés que les montants effectivement distribués (720 000 €).
Les personnes nommées ou promues doivent acheter leur décoration, par exemple, auprès de la Monnaie de Paris :
- chevalier : 168,50 € ;
- officier : 196 € ;
- commandeur : 400 € ;
- grand officier : 815 € ;
- grand-croix : 884,50 €.

En outre elles doivent payer des « droits de chancellerie », en s'acquittant des frais d'expédition du brevet :
- chevalier : 50 € ;
- officier : 75 € ;
- commandeur : 100 € ;
- grand officier : 150 € ;
- grand-croix : 200 €.

### Réception dans l'ordre et brevet de nomination

#### Être «nommé» puis être «fait»
Une fois qu'une personne est nommée au grade de chevalier dans l'ordre (information publiée au journal officiel de la République française), elle fait (ou ne fait pas) la démarche de recevoir la décoration afin d'être membre de l'ordre, en en acceptant les droits et devoirs.
Bien que nommée dans l'ordre, plusieurs raisons peuvent faire qu'une personne ne fera pas la démarche d'y être reçue et donc d'en faire partie (refus personnel, mort avant la réception  dans l'ordre, attente, etc.

#### Réception dans l'ordre au grade de chevalier
Lors de la réception dans l'ordre — après avoir payé des « droits de chancellerie » — la personne est faite chevalier de l'ordre et se voit remettre les insignes de son grade. Elle devient alors membre de l'ordre, qualité qui ne prend cependant effet qu'après la réception et dure toute la vie. Ce titre n'est pas transmissible aux descendants.

#### Remise du brevet
La réception dans l'ordre de la Légion d'honneur est attestée par un brevet (ou diplôme) nominatif, adressé au décoré par la grande chancellerie. L'établissement du brevet est soumis à des droits de chancellerie dépendant du grade ou de la dignité. Ce n'est qu'après cette formalité administrative que la décoration peut officiellement être remise à l'occasion d'une cérémonie militaire ou civile. À l'issue de la cérémonie de remise d'insigne, le décoré et le délégué remplissent le procès-verbal de la journée, le signent et le datent. Ce n'est qu'à la réception de ce document que l'intéressé est officiellement admis dans l'Ordre et que son brevet lui est expédié. Le fond et la forme de ce brevet a beaucoup évolué au cours des différents régimes qui se sont succédé depuis le Premier Empire, chacun y apposant sa touche personnelle, symbole du pouvoir en place.
La prise de rang (nomination ou promotion officielle) dans l'ordre national de la Légion d'honneur, ainsi que dans l'ordre national du Mérite, peut donc être effective plusieurs mois, voire plusieurs années après la publication du décret de nomination ou de promotion au Journal officiel, contrairement à la Médaille militaire et aux quatre ordres ministériels (Arts et Lettres, Mérite agricole, Mérite maritime, Palmes académiques) pour lesquels la nomination ou la promotion sont acquises au jour de la signature du décret ou de l'arrêté par le président ou le ministre concerné.

#### Désignation de la personne qui procède à la réception
Le grand chancelier désigne, pour procéder à la réception des commandeurs, officiers et chevaliers, un membre de l'ordre d'un grade au moins égal à celui du décoré.
Les grands-croix et les grands officiers (parfois aussi les commandeurs, des personnalités souvent artistiques et de nationalité étrangère lors de leur séjour en France) reçoivent leurs insignes des mains du président de la République. Toutefois, en cas d'empêchement, le grand chancelier ou un dignitaire ayant au moins le même rang dans l'ordre est délégué pour procéder à ces réceptions.
Par dérogation, le Premier ministre et les ministres en fonction, ainsi que dans les six mois après la fin de leurs fonctions peuvent procéder aux réceptions dans tous les grades et dignités de l'ordre par délégation du président de la République. Les présidents de l'Assemblée nationale, du Sénat, du Conseil constitutionnel et du Conseil économique, social et environnemental jouissent des mêmes prérogatives pendant leurs fonctions. Les ambassadeurs en poste dans un pays étranger peuvent également procéder aux réceptions, de même que les préfets et représentants de l'État dans chaque collectivité d'outre-mer.

### Attribution aux étrangers
Les étrangers qui se sont signalés par des services rendus à la France ou aux causes que celle-ci soutient, peuvent recevoir les insignes correspondant à une distinction de la Légion d'honneur. Ils ne sont pas pour autant reçus membres de l'ordre. Ces attributions, parfois controversées, sont accompagnées d'un certificat d'attribution de décoration dont le modèle diffère des brevets de nomination. Contrairement à ceux-ci, ils ne sont pas signés par le grand chancelier mais seulement par le grand maître (président de la République) et possèdent une rédaction qui leur est propre.
La distinction est aussi attribuée (hors contingent) à des chefs d'État (lors de la visite d'État), Premiers ministres, membres de gouvernement, ambassadeurs, hommes d'affaires ou artistes étrangers lors de leur venue en France et à quiconque a servi les intérêts de la France. Par exemple, le 19 février 1999, le président de la République Jacques Chirac a décoré des anciens combattants américains de la Première Guerre mondiale. Ainsi une polémique a éclaté concernant la nomination, en 2006, de Vladimir Poutine, président de la Fédération russe (2000-2008), comme grand-croix de la Légion d'honneur. Également, le 24 août 2015, François Hollande a remis l'insigne aux trois Américains et au Britannique qui s'étaient saisis du terroriste de l'attentat du train Thalys le 21 août 2015 pour le désarmer.
Le code de la Légion d'honneur précise que pour l'attribution des médailles « aux chefs d'État étrangers, à leurs collaborateurs ainsi qu'aux membres du corps diplomatique », l'avis de la grande chancellerie et du conseil de l'ordre ne sont pas sollicités. Après 2010 et la jurisprudence « Noriega », du nom du président panaméen Manuel Noriega, le code de la Légion d'honneur est modifié par décret et il devient possible de retirer la décoration aux étrangers.
Il est difficile de connaître précisément la liste des étrangers décorés, car, selon la grande chancellerie et la Commission d'accès aux documents administratifs, « Les décrets d'attribution de la Légion d'honneur aux étrangers ne sont pas communicables et les procédures disciplinaires sont confidentielles ».

### Contingents
Pour les ressortissants français, les contingents annuels de croix de l'ordre national de la Légion d'honneur pour la période du 1er janvier 2024 au 31 décembre 2026, sont fixés à 2 465 croix par le décret 2024-261 du 25 mars 2024, soit par an :

#### À titre civil
- 1 155 chevaliers
- 150 officiers
- 35 commandeurs
- 7 grands officiers
- 3 grands-croix

Total : 1 350 croix.

#### À titre militaire
- 875 chevaliers
- 196 officiers
- 36 commandeurs
- 5 grands officiers
- 3 grands-croix

Total : 1 115 croix.

#### À titre exceptionnel
Pour la période du 1er janvier 2024 au 31 décembre 2026, les contingents annuels dont dispose la ministre des Armées pour les personnels militaires sont exceptionnellement majorés de 100 croix de chevalier destinées à des anciens combattants justifiant, pour les anciens des T.O.E. ou d'A.F.N., de la Médaille militaire et de deux blessures de guerre ou citations.
À l'occasion du 80e anniversaire des débarquements (en 2024) et de la fin de la Seconde Guerre mondiale (en 2025), les contingents exceptionnels suivants sont institués pour récompenser des anciens combattants particulièrement valeureux : 300 croix de chevalier en 2024 et 300 croix de chevalier en 2025.
À l'occasion du 70e anniversaire de la bataille de Diên Biên Phu, un contingent exceptionnel de 20 croix de chevalier est institué en 2024 pour récompenser des anciens combattants particulièrement valeureux.
À l'occasion des Jeux olympiques et paralympiques de Paris 2024, une promotion spéciale est instituée pour récompenser les sportifs médaillés.
À l'occasion de la fin du chantier de restauration et de la réouverture de la cathédrale Notre-Dame de Paris, une promotion spéciale de 33 croix est instituée en 2024.

#### À titre étranger
Pour les ressortissants étrangers, le contingent annuel de croix de l'ordre national de la Légion d'honneur pour la période du 1er janvier 2024 au 31 décembre 2026, est fixé à 285 croix par le décret 2024-264 du 25 mars 2024, soit par an :
- 180 chevaliers ;
- 75 officiers ;
- 25 commandeurs ;
- 3 grands officiers ;
- 2 grands-croix ;

Total : 285 croix.

#### Au total
Le nombre total de croix pouvant être décernées annuellement pour l'ensemble des ressortissants français et étrangers pour la période 2024-2026 est donc fixé par ces deux décrets à 2 750 croix auxquelles s'ajoutent, à titre exceptionnel, un minimum de 353 croix pour l'année 2024 et 300 croix pour l'année 2025.

### Description

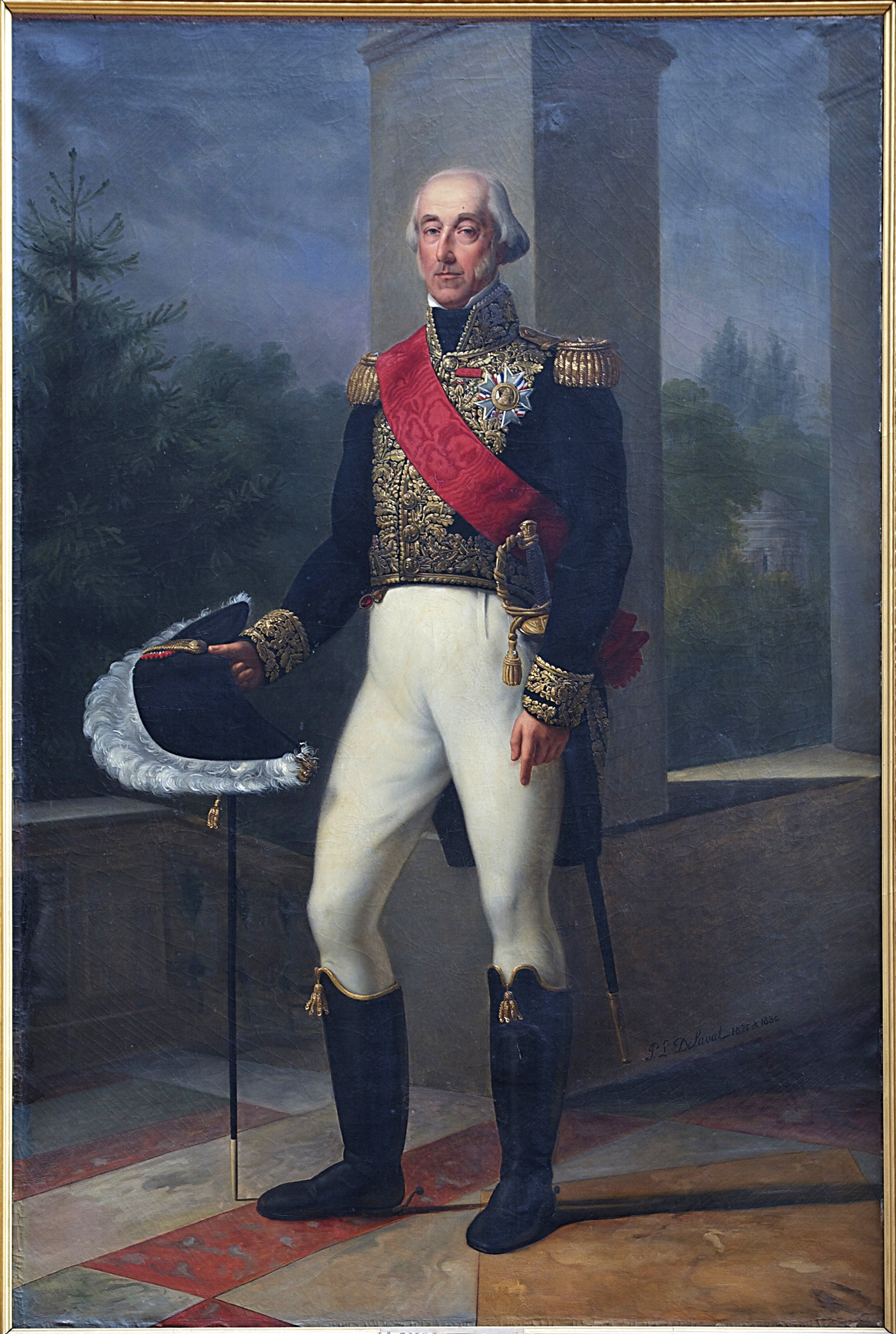
Le dernier prince de Condé, par Delaval, portant la grand-croix du modèle de la Monarchie de Juillet. Musée Condé de Chantilly.

L'insigne, dont le dessin s'inspire de la croix de l'ordre du Saint-Esprit, est une étoile à cinq rayons doubles émaillés de blanc, les dix pointes boutonnées. L'étoile et les boutons sont en argent pour les chevaliers, en vermeil pour les officiers. Les rayons sont reliés par une couronne, d'argent ou de vermeil suivant le grade, émaillée de vert et composée de feuilles de chêne (à droite) et de laurier (à gauche) et dont les extrémités inférieures, entrecroisées, sont attachées par un nœud. Le centre de l'étoile présente un médaillon en or avec une tête de Cérès de profil symbolisant la République (de Napoléon Ier sous les deux empires, d'Henri IV sous la Restauration et la monarchie de Juillet et de Bonaparte, Consul, sous la Deuxième République), entourée d'un cercle bleu portant les mots : « RÉPUBLIQUE FRANÇAISE ». L'étoile est suspendue à une couronne de feuilles (couronne impériale sous les deux empires et royale sous la Restauration et la monarchie de Juillet), d'argent ou de vermeil suivant le grade, émaillée de vert et composée de feuilles de chêne (cette fois-ci à gauche) et de laurier (cette fois-ci à droite). Au revers, le médaillon d'or porte deux drapeaux tricolores avec l'inscription HONNEUR ET PATRIE (devise inchangée depuis la création de l'ordre) en exergue ainsi que la date de création de l'ordre : « 29 FLORÉAL AN X ».
L'insigne est suspendu à un ruban rouge, hérité de l'ordre militaire de Saint-Louis. Il comporte une rosette pour les officiers. La dimension de l'insigne en vermeil des commandeurs, suspendu à une cravate, est de moitié plus grande que celle des deux premiers grades. La cravate de commandeur se porte toujours seule autour du cou (ce qui n'est pas le cas des autres cravates de commandeurs français : Mérite national, maritime, agricole, etc., qui peuvent être portés ensemble). Les grands officiers portent la croix d'officier accompagnée d'une plaque (vulgairement appelée « crachat ») sur le côté droit de la poitrine. Les grands-croix portent la même plaque, mais en vermeil, sur le côté gauche de la poitrine. Leur croix de vermeil, presque du double de celle des deux premiers grades, se porte en écharpe, suspendue à un large ruban rouge qui passe sur l'épaule droite.
En tenue civile, les chevaliers portent au revers de veste (boutonnière) un ruban rouge (nœud pour la version femme) en fil cousu ou monté sur une agrafe métallique, les officiers une rosette rouge, les commandeurs une rosette rouge sur demi-nœud en argent, les grands officiers une rosette rouge sur demi-nœud moitié argent moitié or, et les grands-croix une rosette rouge sur demi-nœud en or. Le demi-nœud est familièrement appelé « canapé ».

### Pendantes
| Insigne de Chevalier de la Légion d'honneur | Insigne d'Officier de la Légion d'honneur | Insigne de Commandeur de la Légion d'honneur | Insigne et plaque de Grand Officier de la Légion d'honneur | Écharpe et plaque de Grand-Croix de la Légion d'honneur |
| ------------------------------------------- | ----------------------------------------- | -------------------------------------------- | ---------------------------------------------------------- | ------------------------------------------------------- |

### Barrettes
| Barrettes de rappel portées sur les uniformes | Barrettes de rappel portées sur les uniformes | Barrettes de rappel portées sur les uniformes | Barrettes de rappel portées sur les uniformes | Barrettes de rappel portées sur les uniformes |
| --------------------------------------------- | --------------------------------------------- | --------------------------------------------- | --------------------------------------------- | --------------------------------------------- |
| Chevalier                                     | Officier                                      | Commandeur                                    | Grand officier                                | Grand-croix                                   |

### Boutonnières
| Rubans et rosettes portées sur les vêtements civils           | Rubans et rosettes portées sur les vêtements civils | Rubans et rosettes portées sur les vêtements civils | Rubans et rosettes portées sur les vêtements civils | Rubans et rosettes portées sur les vêtements civils |
| ------------------------------------------------------------- | --------------------------------------------------- | --------------------------------------------------- | --------------------------------------------------- | --------------------------------------------------- |
| Chevalier (ruban court)Chevalier (ruban long)Chevalier (nœud) | Officier                                            | Commandeur                                          | Grand officier                                      | Grand-croix                                         |

## Titulaires de la Légion d'honneur

### Nombre de membres de l'ordre de la Légion d'honneur
Une fois « nommée au grade de chevalier dans l'ordre », puis, au moment d'être décorée, « faite chevalier de l'ordre », la personne est membre de l'ordre et devient légionnaire.
Le nombre de légionnaires vivants a beaucoup baissé depuis la fin de la Seconde Guerre mondiale :
- en 1962, on compte 320 000 légionnaires vivants[10] ;
- au 15 juillet 2010, l'ordre comprend 94 806 légionnaires : 74 384 chevaliers, 17 032 officiers, 3 009 commandeurs, 314 grands officiers et 67 grands-croix[82] ;
- en juillet 2022, il comprend environ 79 000 légionnaires, tous grades et dignités confondus[83].

En 1962, le général de Gaulle réforme le code pour fixer le nombre maximal de légionnaires à 125 000 : 75 grand-croix, 250 grands officiers, 1 250 commandeurs, 10 000 officiers et 113 425 chevaliers.
Environ un million de personnes ont été décorées de l’ordre depuis sa création.

### Féminisation de l'ordre
L'ordre est très majoritairement masculin. Depuis 2008, le conseil de l'ordre veille à la parité en décorant autant de femmes que d'hommes.
Plusieurs sources ont affirmé que telle ou telle personne était la première femme à recevoir la légion d'honneur. Déjà en 1865, un chroniqueur qui attribuait cette place à Rosa Bonheur se vit répondre par les lecteurs qu'il faisait erreur, plusieurs d'entre eux citant par exemple Jeanne-Marie Rendu alias sœur Rosalie, décorée en 1848, un autre évoquant « la chevalière Bayard », nommée selon lui dix ans plus tôt à titre civil, pour les soins prodigués à des victimes du choléra.
Les titulaires, souvent nommées comme premières femmes dans chacun des grades ou dignités sont :
- nommées au grade de chevalier à titre militaire : Marie-Angélique Duchemin veuve Brûlon en 1851 ;
- Françaises nommées au grade de chevalier, à titre civil dans le monde de la couture et de l'entreprise : Jeanne Paquin en 1913 ;
- non-Française nommée au grade de chevalier : Louise Catherine Breslau en 1901 ;
- Française nommée au grade de chevalier par décret du 12 avril 1919 : Herminie de La Brousse de Verteillac [86] ;
- promue au grade d'officier : Rosa Bonheur en 1894, par l'impératrice Eugénie[87],[88] ;
- promue au grade de commandeur : Anna de Noailles en 1931 ;
- élevée à la dignité de grand officier : Inès de Bourgoing - épouse du maréchal Lyautey - pour son engagement dans le domaine de la santé et social, le 22 janvier 1953[89],[90] ;
- élevée à la dignité de grand-croix : même si l'attribution de la grand-croix de la Légion d'honneur par Napoléon III à la reine Victoria avant 1870 est probable, la première femme officiellement élevée à la dignité de grand-croix a été la reine Emma des Pays-Bas en 1896 ;
- Française élevée à la dignité de grand-croix : Geneviève de Gaulle-Anthonioz en 1997[91].

En 1912, les femmes représentent 0,25 % des personnes promues à la Légion d'honneur. Au début de la Première Guerre mondiale, en 1914, seules quelques centaines de femmes ont été faites chevalières de la Légion d'honneur. Dans les années 1920, des femmes sont décorées de la Légion d'honneur pour atteindre entre les deux guerres 1 000 femmes. Lorsque s'achève la Seconde Guerre mondiale, 3 000 femmes, en grande majorité résistantes, sont décorées pour leur rôle durant celle-ci.
Durant la fin du XXe siècle, les inégalités femmes-hommes deviennent un sujet de préoccupation et mènent à plusieurs évolutions législatives, parmi lesquelles la création en 1995 de l'Observatoire de la parité entre les femmes et les hommes, qui devient en 2013 le Haut Conseil à l'égalité entre les femmes et les hommes.
La proportion femmes-hommes dans les promotions varie fortement jusqu'en 2008. Certains ministères atteignent la parité tandis que d'autres ne proposent aucune femme. Ainsi, le gouvernement Jospin atteint, de 2000 à 2002, un taux légèrement au-dessus de 20 % et un plus fort taux historique de promotion de femmes à 26,62 % de femmes promues à la Légion d'honneur à Pâques 2002. À l'inverse, le gouvernement Raffarin, atteint un plus bas taux en janvier 2005, avec seulement 13,92 % de femmes promues. Le 14 juillet 2007, les femmes représentaient 23,13 % de la première promotion de la Légion d'honneur du second gouvernement Fillon. Ce faible pourcentage de femmes dans les nominations dans l'ordre de la Légion d'honneur est dénoncé pendant l'été 2007 par l'association « Demain la parité ». Nicolas Sarkozy demande alors une plus grande représentativité et à partir de la promotion du 1er janvier 2008, les promotions respectent la parité de genre.
L'effectif total de personnes civiles vivantes évolue lentement vers la parité, l'effectif des promotions non soumis à la parité avant 2008 représente encore une part importante de l'effectif de la Légion d'honneur. En 2010, les femmes représentent 10 % de l'effectif total des personnes vivantes décorées de la Légion d'honneur.

### Institutions
La croix a été remise également à des régiments, des établissements d'enseignement du supérieur comme l'École nationale supérieure des mines de Paris, l'École nationale des ponts et chaussées, l'École nationale supérieure des mines de Saint-Étienne, l'École centrale Paris, l'École nationale supérieure des télécommunications, l'École nationale des chartes, l'École nationale supérieure d'arts et métiers, l'École nationale supérieure d'agronomie de Montpellier (aujourd'hui « Montpellier SupAgro »), l'École nationale supérieure des mines de Douai, l'Institut supérieur de l'aéronautique et de l'espace (ISAE-SUPAERO) ou encore l'université de Nancy — parfois même privés comme l'École des hautes études commerciales de Paris (HEC). Les établissements de l'enseignement secondaire sont parfois aussi décorés : parmi eux, le lycée Lalande de Bourg-en-Bresse, l'école militaire préparatoire d'Autun, le lycée militaire d'Aix-en-Provence ou le Prytanée national militaire de La Flèche, des communautés, des entreprises (dont la SNCF) et à une association (la Croix-Rouge française).
L'École coloniale d'agriculture de Tunis est la seule école civile étrangère décorée de l'ordre par décret signé par Vincent Auriol, président de la République, à Paris le 27 avril 1950 (journal officiel du 27 avril 1950), la Tunisie étant alors un État associé de l'Union française.
La préfecture de police de Paris a été décorée de la Légion d'honneur par le général de Gaulle le 12 octobre 1944, à la suite de l'insurrection d'une petite partie de ses agents, le 19 août 1944, dans la caserne de la Cité. C'est la raison pour laquelle ses agents en tenue d'honneur portent la fourragère rouge, à l'épaule gauche, les jours de cérémonie.
Le village d'Ascq a reçu la légion d'honneur en 1952 en mémoire du massacre d'Ascq.
La ville de Lorient — ville martyre de la Seconde Guerre mondiale, qui a été en grande partie rasée par les 370 bombardements subis entre le 25 septembre 1940 et le 8 mai 1945 — a été nommée au grade de chevalier de la Légion d'honneur, par le Président de la République, Vincent Auriol, le 28 février 1949 (parution au Journal officiel du 27 avril 1949) . Cette nomination comporte l'attribution de la croix de guerre avec palme.

### Unités militaires
La hampe du drapeau ou de l'étendard des unités ou formations suivantes, a été décorée de la Croix de la Légion d'honneur :
- 1er régiment de chasseurs parachutistes
- 3e régiment étranger d'infanterie (Régiment de marche de la Légion étrangère)
- Régiment d'infanterie chars de marine (Régiment d'infanterie coloniale du Maroc)
- 1er régiment de parachutistes d'infanterie de marine
- 1er régiment d'infanterie de marine
- 2e régiment d'infanterie de marine
- 24e régiment d'infanterie coloniale
- 43e régiment d'infanterie coloniale
- 1er régiment d'artillerie de marine
- 11e régiment d'artillerie de marine
- 61e régiment d'artillerie
- 1er régiment du train
- 1er régiment étranger d'infanterie
- 8e régiment d'infanterie
- 23e régiment d'infanterie
- 26e régiment d'infanterie
- 51e régiment d'infanterie
- 57e régiment d'infanterie
- 76e régiment d'infanterie
- 99e régiment d'infanterie
- 137e régiment d'infanterie
- 152e régiment d'infanterie
- 153e régiment d'infanterie
- 298e régiment d'infanterie
- 1er régiment de tirailleurs
- 1er régiment de tirailleurs algériens
- 2e régiment de tirailleurs algériens
- 3e régiment de tirailleurs algériens
- 7e régiment de tirailleurs algériens
- Goumiers marocains
- 4e régiment de tirailleurs tunisiens
- 1er régiment de tirailleurs sénégalais
- 1er régiment de chasseurs d'Afrique
- 2e régiment de zouaves
- 3e régiment de zouaves
- 4e régiment de zouaves
- 8e régiment de zouaves
- 9e régiment de zouaves
- 4e régiment mixte de zouaves et tirailleurs
- Brigade de sapeurs-pompiers de Paris
- Bataillons de chasseurs à pied
- 1er régiment de fusiliers marins
- École des mousses
- École navale
- École militaire de la flotte
- Escadron de chasse Normandie-Niémen (Armée de l'Air)
- Garde républicaine
- École du service de santé des armées de Lyon-Bron
- École du Val-de-Grâce
- École polytechnique[q]
- École spéciale militaire de Saint-Cyr[q]
- École militaire interarmes[100]
- École de l'air
- École militaire de l'air
- École de cavalerie de Saumur
- Prytanée national militaire
- Lycée militaire d'Autun (anciennement École militaire préparatoire d'Autun)
- École nationale supérieure d'arts et métiers
- École des officiers de la Gendarmerie nationale

## La Légion d'honneur sous l'Empire

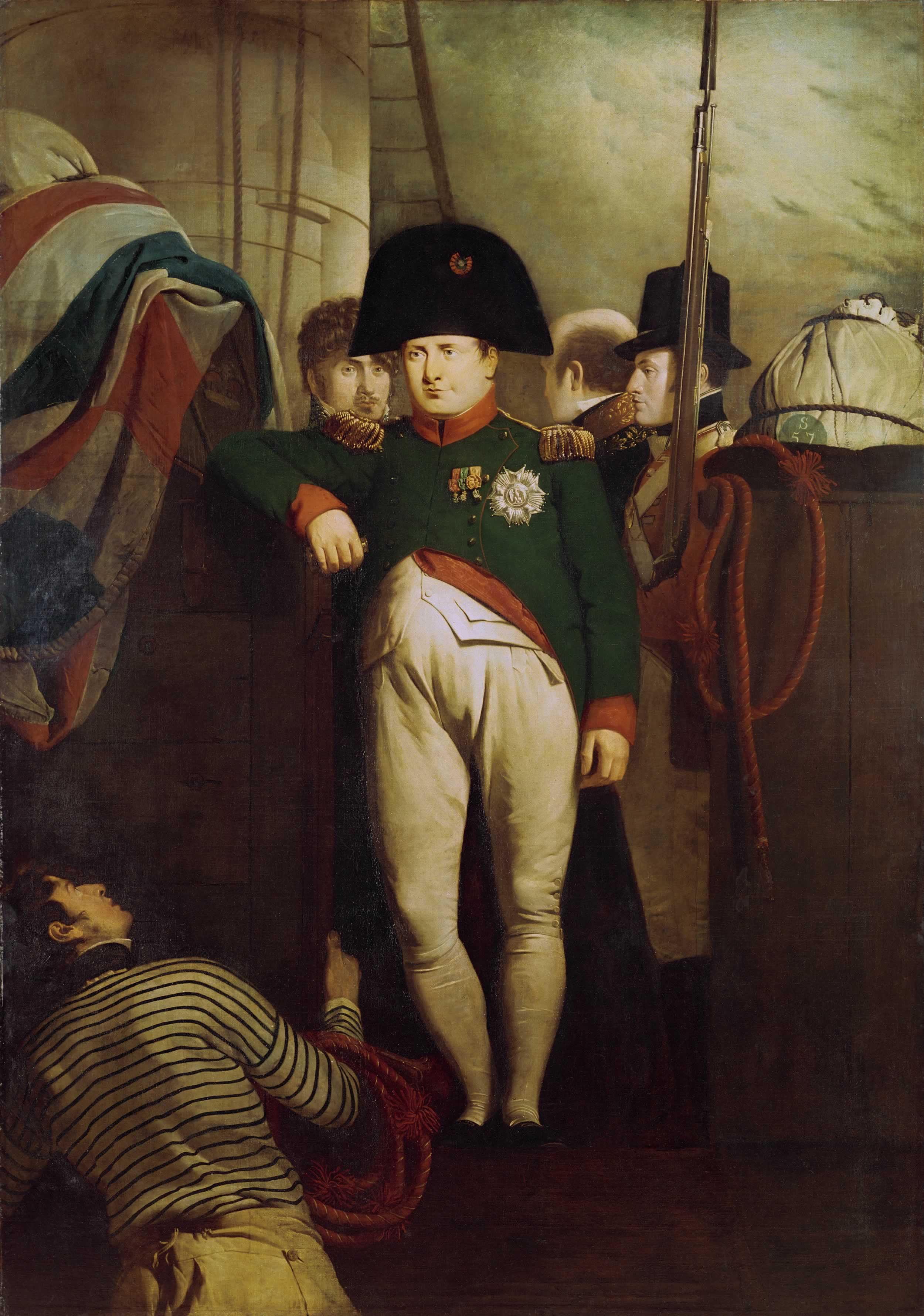
Charles Lock Eastlake, Napoleon on the, 1816.
Il s'agit d'une des rares représentations de l'Empereur où celui-ci porte les décorations des trois ordres dont il est le grand maître : Légion d'honneur, ordre de la Réunion et ordre de la Couronne de fer.

## Cas particuliers notables

### Refus de la décoration
Refuser la Légion d'honneur implique d'avoir été auparavant nommé dans cet ordre (voir la rubrique « Nomination et promotion » ci-dessus). Chaque nomination fait l'objet d'une validation par le conseil de l'ordre de la Légion d'honneur, présidé par le grand chancelier (environ 15 % des dossiers, proposés par les ministres y sont écartés), et d'un accord du président de la République, grand maître, avant d'être publiée sous forme de décret au Journal officiel de la République.
À la publication du Journal officiel, certaines personnes s'opposent à recevoir les insignes (voir partie « Réception dans l'ordre ») et ne deviennent donc pas membres de la Légion d'honneur.
Le refus peut provenir de plusieurs facteurs, tels qu'une « opposition au pouvoir en place » ou une « volonté d'attirer l'attention sur une cause ». Certains refusent également la décoration par simple humilité.
Parmi les personnalités les plus célèbres ayant refusé de recevoir la Légion d'honneur figurent notamment George Sand, Jean-Paul Sartre, Hector Berlioz et Pierre Curie. Selon les documents officiels, ils ne peuvent toutefois être considérés comme ayant refusé la décoration, certains d'entre eux n'ayant jamais été nommés dans l'ordre.

### Retrait de la décoration
Les procédures disciplinaires concernant des légionnaires qui ont commis des actes contraires à l'honneur peuvent aboutir à trois peines : le blâme (appelé censure), la suspension (de durée variable 1 à 10 ans) et l'exclusion définitive de l'ordre. L'exclusion de l'ordre peut intervenir comme sanction ultime en cas d'atteinte à l'honneur ou à la dignité, à la suite d'une procédure disciplinaire au cours de laquelle l'intéressé est appelé à faire valoir sa défense. Cette exclusion, qui vaut retrait de la décoration, est en théorie automatique en cas de condamnation pour crime, ou à une peine d'emprisonnement ferme supérieure ou égale à un an,. Ce fut le cas de Maurice Papon qui, bien que s'étant vu retirer cette décoration, a néanmoins tenu à être enterré avec elle. Le policier Jean-Claude Labourdette a été également exclu de la Légion d'honneur après sa condamnation en 1994 dans une affaire de trafic d'armes entre le Liban et la France. Un arrêté du 17 mai 2019 exclut Claude Guéant de l'ordre de la Légion d'honneur à compter du 16 janvier 2019, date de sa condamnation définitive à un an de prison ferme. Un arrêté du 26 juin 2021 exclut quant à lui Isabelle Balkany de l'ordre, à compter du 4 mars 2020, date de sa condamnation définitive à trois ans de prison ferme et dix ans d’inéligibilité pour fraude fiscale, prononcée par la cour d’appel de Paris. En 2025, Nicolas Sarkozy devient le second chef d'État français, après Philippe Pétain, à être exclu de l'ordre national de la Légion d'honneur.
Les retraits posthumes ne sont pas possibles.
Pour les titulaires étrangers, qui sont seulement décorés et ne sont pas membres de l'ordre, la seule sanction possible est le retrait de la décoration. Ce retrait fut prononcé en 2010 à l'encontre de l’ex-dictateur panaméen Manuel Noriega, condamné pour blanchiment d'argent, du styliste John Galliano en 2012, à la suite de sa condamnation en 2011 pour injures racistes et antisémites ou encore du cycliste Lance Armstrong en 2014, qui avait reconnu s'être dopé, un « comportement contraire à l'honneur ». En octobre 2017, c'est au tour du producteur Harvey Weinstein de perdre sa distinction, à la suite de l'affaire Weinstein, pour « manquement à l'honneur »,. En avril 2018, le gouvernement français engage la procédure de retrait de la grand-croix attribué à Bachar el-Assad à la suite des attaques chimiques dans la zone rebelle de Ghouta. Bachar el-Assad anticipe cette décision en rendant sa décoration via l'ambassade roumaine de Damas quelques jours plus tard.

### Nominations vivement critiquées
L'élévation du prince héritier d'Arabie saoudite Mohammed ben Nayef Al Saoud à la dignité de grand officier, par François Hollande a suscité de nombreuses réactions médiatiques au 1er trimestre 2016, le prince étant accusé d'être à la tête d'un pays où la décapitation au sabre reste une pratique courante et dont la bonne foi concernant la lutte contre le terrorisme est fortement remise en cause. Ces réactions médiatiques ont été plus vives encore à la suite du meurtre de Jamal Khashoggi.
Le 7 décembre 2020, le président Macron élève Abdel Fattah al-Sissi à la dignité de grand-croix de la Légion d'honneur en présence des médias égyptiens sans qu'aucun média français ne soit présent. Dans les jours qui suivent, l'écrivain et journaliste italien Corrado Augias rend sa Légion d'honneur pour protester contre l'attribution de la décoration à un chef d'État complice de crimes atroces, tels l'enlèvement, la torture et l'assassinat par ses services de renseignement de l'étudiant italien Giulio Regeni. D'autres Italiens, Sergio Cofferati, ancien maire de Bologne, l'économiste Giovanna Melandri et la journaliste et écrivaine Luciana Castellina annoncent qu'ils rendent également leur Légion d'honneur.
En 2022, le président Macron décerne la Légion d'honneur à Jamie Dimon, banquier, milliardaire, directeur de JPMorgan Chase. Le 16 février 2023, il décerne cette reconnaissance à Jeff Bezos, fondateur d'Amazon,,.
Madeleine Dubois, membre des groupes de pression pharmaceutiques, qui a exercé pour le compte des laboratoires Servier en escamotant la gravité du scandale du Mediator mais dont la carrière politique a justifié la promotion jusqu'au grade d'officier, a été d'autant plus critiquée.

## Trafics de décorations

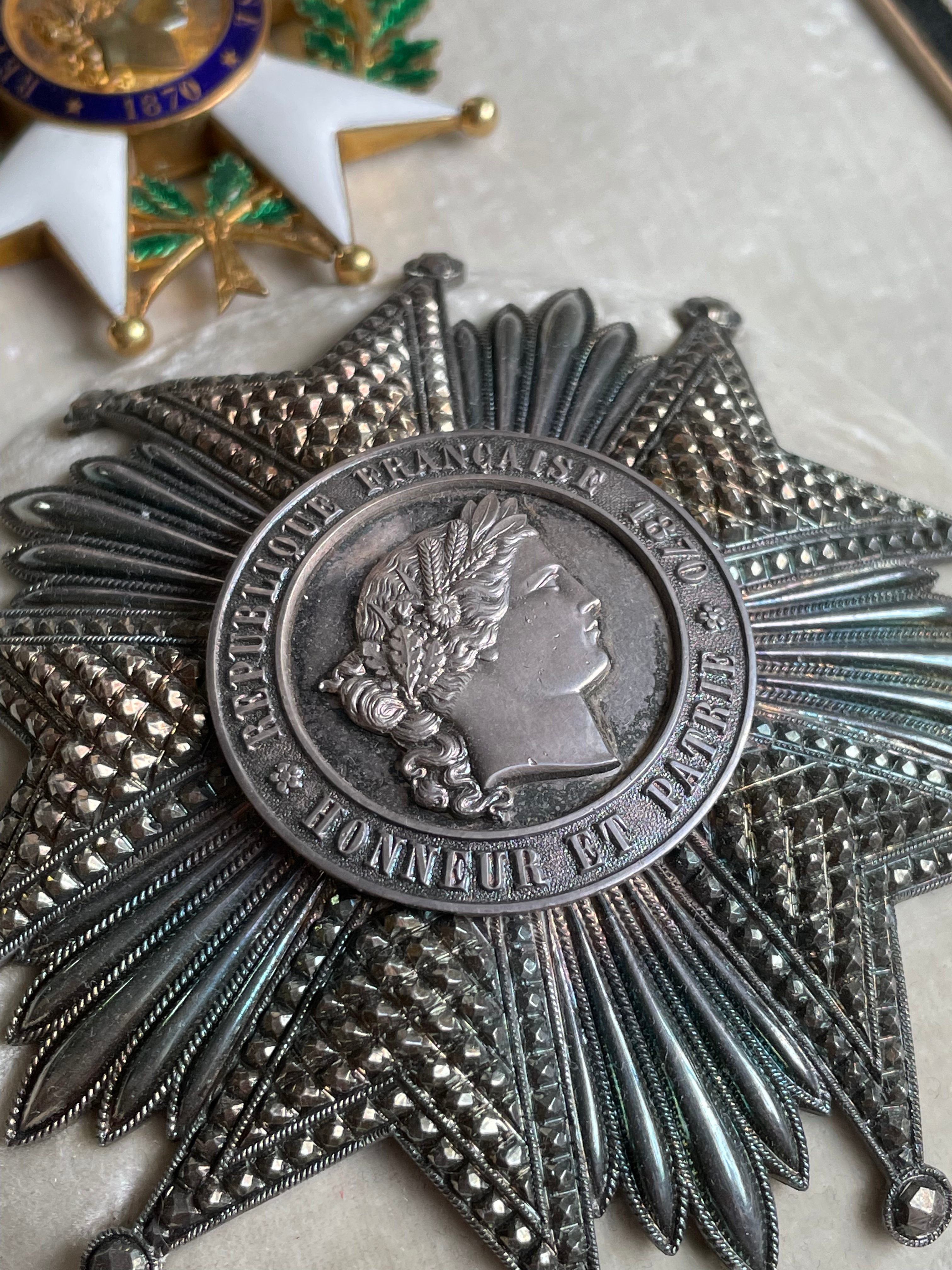
Grande-croix de la Légion d'honneur.

En 1887, un scandale politico-financier, célèbre sous le nom d'affaire des décorations, étant à propos d'un commerce frauduleux de la Légion d'honneur, a ébranlé la Troisième République en contraignant le président Jules Grévy (républicain modéré) à démissionner de sa charge du fait de l'implication de son gendre, Daniel Wilson, dans ce trafic.
Un second trafic de décorations a été mis au jour, en 1926, cette fois mettant en cause Marcel Ruotte, sous-chef de bureau au ministère du Commerce,.

## Fabricants historiques
- Entreprise Arthus Bertrand dans le quartier Saint-Germain-des-Prés à Paris.
- La Monnaie de Paris, quai de Conti à Paris.
- Palais-Royal (Paris)[129].

## Galerie

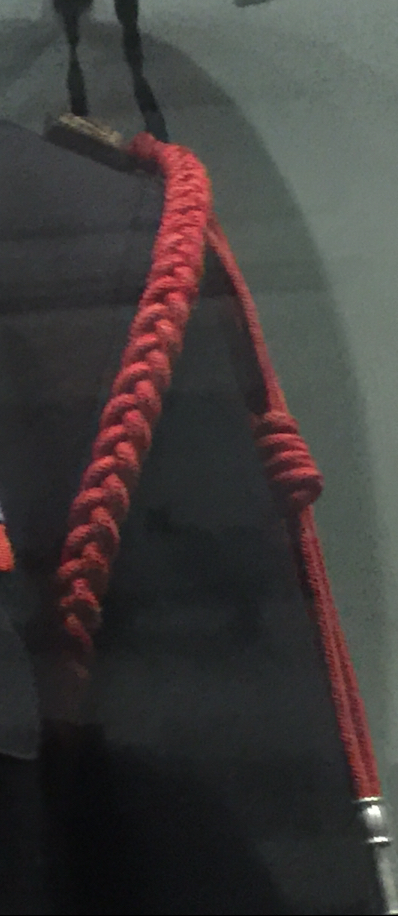
Fourragère aux couleurs du ruban de la Légion d'honneur.
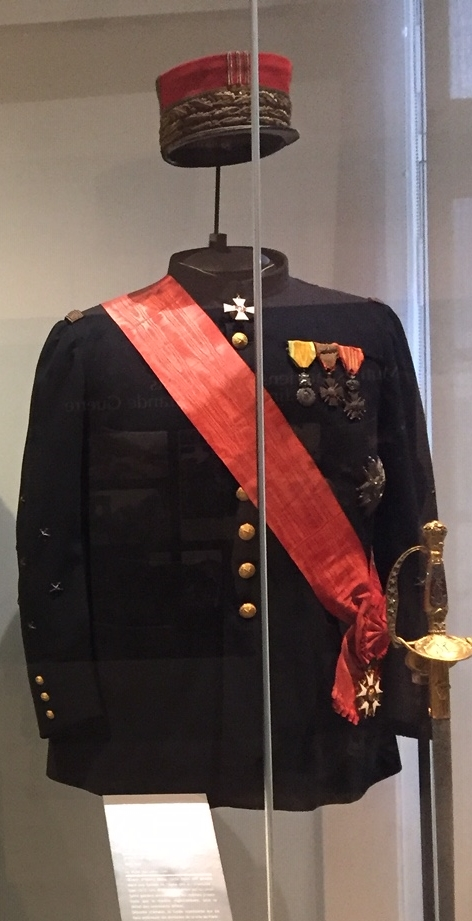
Tenue du maréchal Joffre portant la grand'croix de la Légion d'honneur modèle IIIe république.
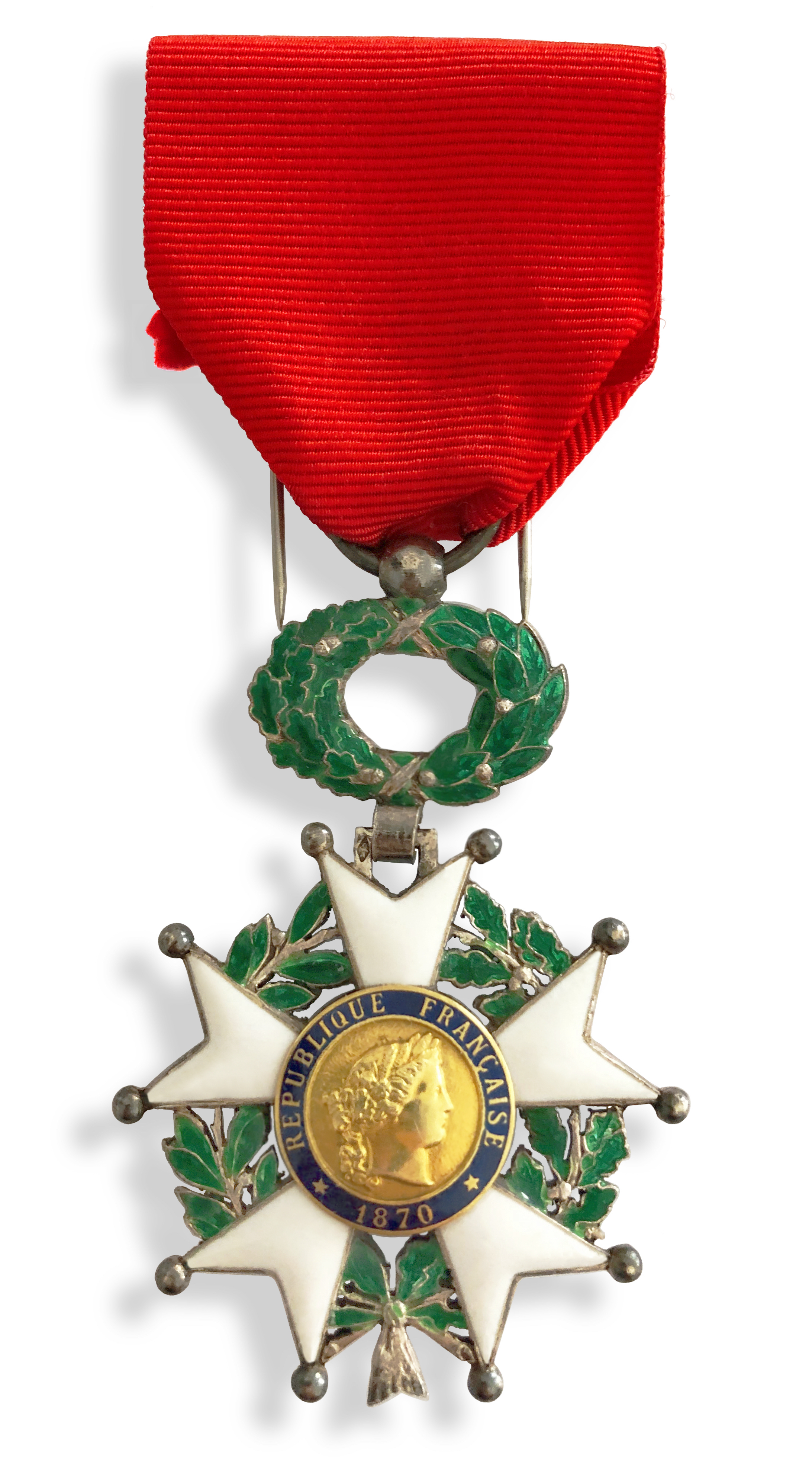
Médaille de chevalier.
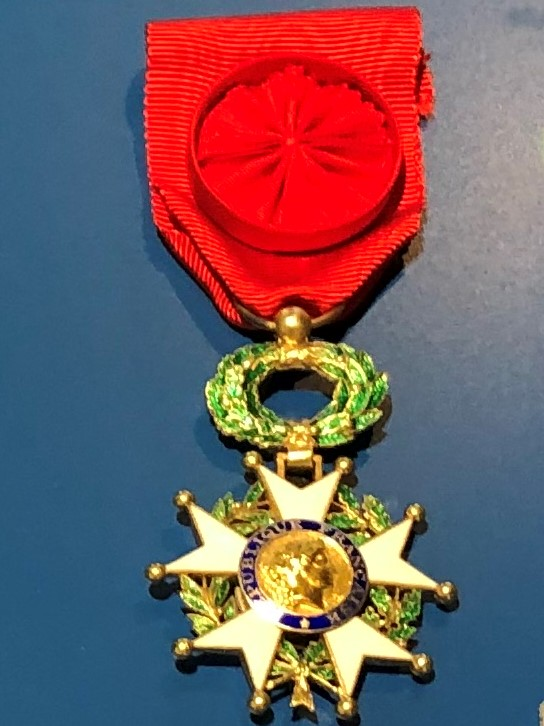
Médaille d'officier.

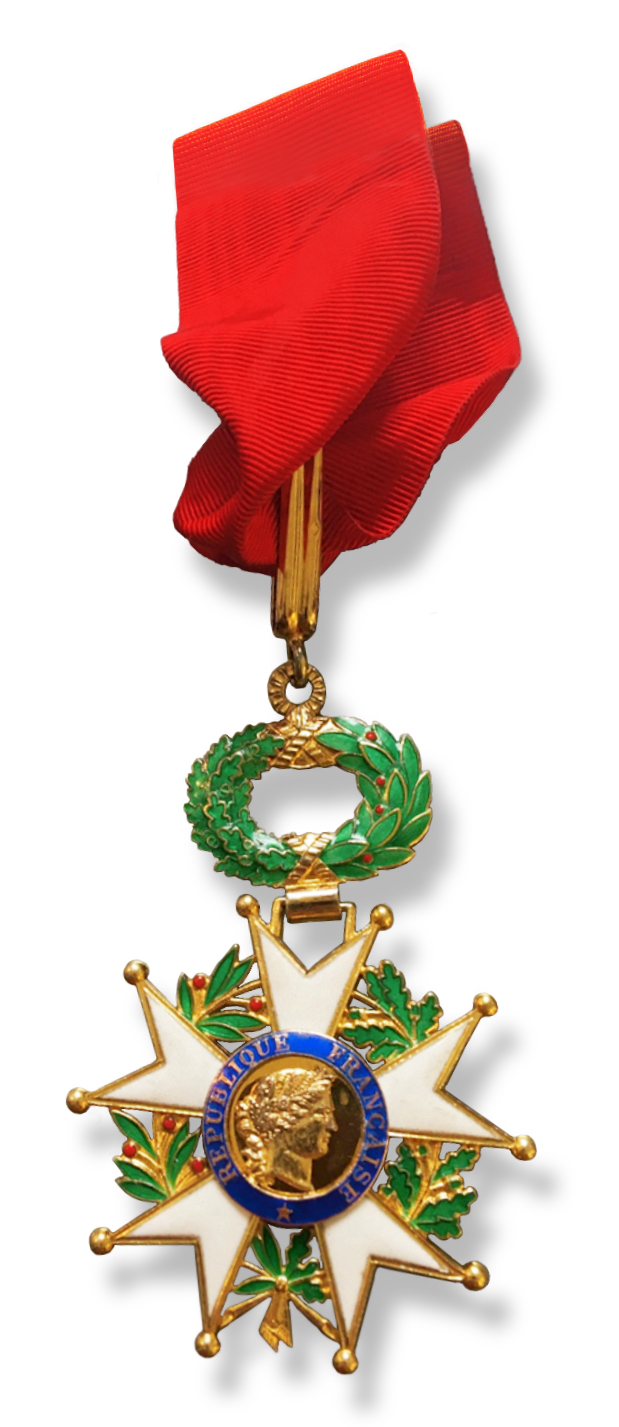
Médaille de commandeur.
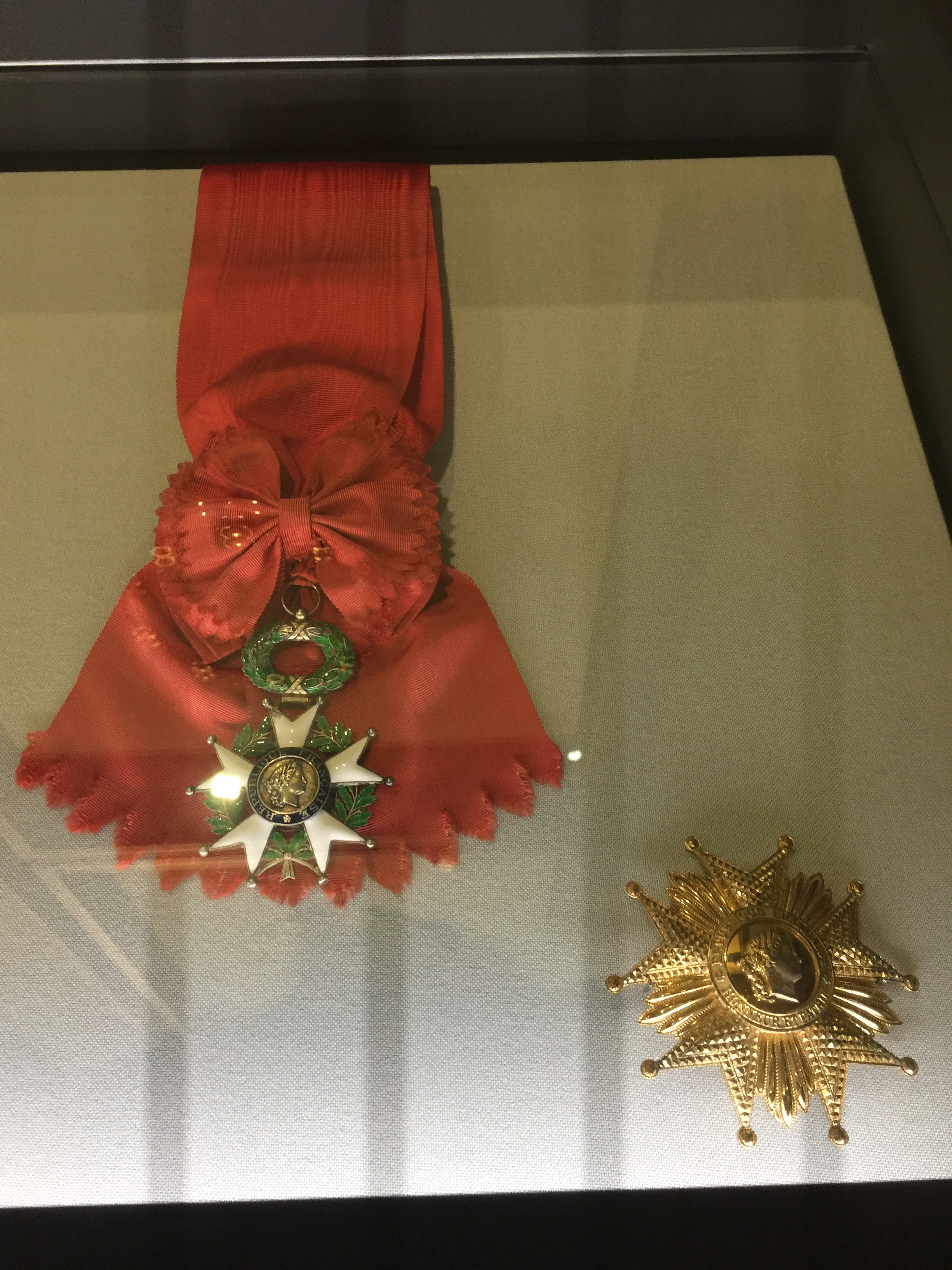
Grand-croix.
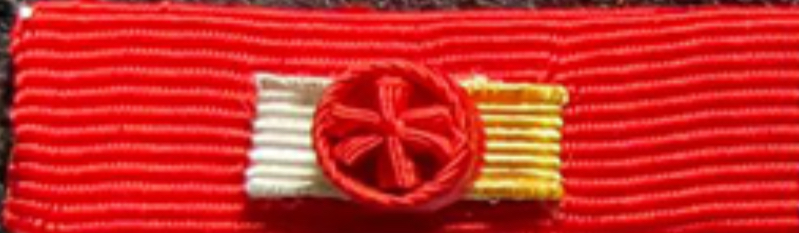
Ruban de grand officier.
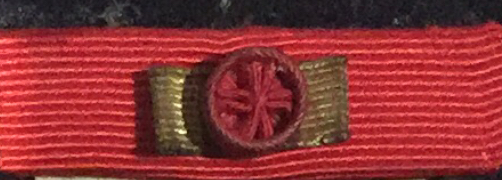
Grand-croix sur vareuse d'uniforme.

#### Ouvrages
- Léon Aucoc, La Discipline de la Légion d'honneur et le contrôle des nominations, Paris, éditions Picard, 1890, 49 p., in-8° (lire en ligne)  — extrait du Compte rendu de l'Académie des sciences morales et politiques.
- Léon Aucoc, La Discipline de la Légion d'honneur, Paris, bureaux de la Revue politique et parlementaire, 1895, 24 p., in-8° (lire en ligne)  — extrait de la Revue politique et parlementaire, août 1895.
- Frédéric de Berthier de Grandry (préf. Gérard Larcher), Des Premières écoles militaires aux lycées de la Défense : L'Éducation des enfants au sein de l'armée, FBG, diffusion par l'association des AET, 2010
- Anne de Chefdebien, Laurence Wodey et Bertrand Galimard Flavigny, Ordres et décorations en France, Paris, musée national de la Légion d'honneur, novembre 2006, 168 p. (ISBN 978-2-901644-15-6 et 2-901644-15-5).
- Romain Gubert, La Décoration, Grasset, 2022
- Olivier Ihl, Le Mérite et la République : Essai sur la société des émules, Gallimard, 2007
- [Code] République française, Code de la Légion d'honneur, de la Médaille militaire et de l'ordre national du Mérite : décret initial no 62-1472 et suivants, Paris, JORF, 28 novembre 1962 (réimpr. 13 mars 2015), 49 p. (ASIN B0014WGYQC, lire en ligne).
- Françoise Serodes, Expliquez-moi la Légion d'honneur, Paris, Nane, 2013
- Michel Wattel et Béatrice Wattel, Les Grand'Croix de la Légion d'honneur, Paris, Archives & Culture, 2009, 700 p.

#### Articles de presse
- « Napoléon et la Légion d'honneur », La Phalère (revue européenne d'histoire des ordres et décorations), no 1,‎ 2000
- Laurent Jullien, « Les brevets de la Légion d'honneur, 200 ans d'histoire de France », Acomarin, no 233,‎ mars 2017
- Cyrille Cardona, Tom Dutheil, Laurent Jullien et Édouard Vasseur, « Les brevets de la Légion d’honneur sous le Consulat et le Premier empire », Bulletin de la Société des amis du Musée national de la Légion d’honneur et des ordres de chevalerie,‎ 2021, p. 78-107 (ISSN 1285-3844)

### Émission à la télévision
- Envoyé spécial sur France 2, « Les hochets de la République », 14 janvier 2011[130].

### Émission de radio
- Jean Lebrun invitant Olivier Ihl, « La légion d'honneur », sur le site de la station France Inter, 2 janvier 2018 (consulté le 25 février 2025).